# Bibliothèque du Comité International de la Croix-Rouge
 (janvier 2025).
La mise en forme du texte ne suit pas les recommandations de Wikipédia : il faut le « wikifier ».
Les points d'amélioration suivants sont les cas les plus fréquents. Le détail des points à revoir est peut-être précisé sur la page de discussion.
- Les titres sont pré-formatés par le logiciel. Ils ne sont ni en capitales, ni en gras.
- Le texte ne doit pas être écrit en capitales (les noms de famille non plus), ni en gras, ni en italique, ni en « petit »…
- Le gras n'est utilisé que pour surligner le titre de l'article dans l'introduction, une seule fois.
- L'italique est rarement utilisé : mots en langue étrangère, titres d'œuvres, noms de bateaux, etc.
- Les citations ne sont pas en italique mais en corps de texte normal. Elles sont entourées par des guillemets français : « et ».
- Les listes à puces sont à éviter, des paragraphes rédigés étant largement préférés. Les tableaux sont à réserver à la présentation de données structurées (résultats, etc.).
- Les appels de note de bas de page (petits chiffres en exposant, introduits par l'outil «  Source ») sont à placer entre la fin de phrase et le point final[comme ça].
- Les liens internes (vers d'autres articles de Wikipédia) sont à choisir avec parcimonie. Créez des liens vers des articles approfondissant le sujet. Les termes génériques sans rapport avec le sujet sont à éviter, ainsi que les répétitions de liens vers un même terme.
- Les liens externes sont à placer uniquement dans une section « Liens externes », à la fin de l'article. Ces liens sont à choisir avec parcimonie suivant les règles définies. Si un lien sert de source à l'article, son insertion dans le texte est à faire par les notes de bas de page.
- La présentation des références doit suivre les conventions bibliographiques. Il est recommandé d'utiliser les modèles {{Ouvrage}}, {{Chapitre}}, {{Article}}, {{Lien web}} et/ou {{Bibliographie}}. Le mode d'édition visuel peut mettre en forme automatiquement les références.
- Insérer une infobox (cadre d'informations à droite) n'est pas obligatoire pour parachever la mise en page.

Pour une aide détaillée, merci de consulter Aide:Wikification.
Si vous pensez que ces points ont été résolus, vous pouvez retirer ce bandeau et améliorer la mise en forme d'un autre article.
La bibliothèque du Comité international de la Croix-Rouge (CICR) (en anglais : The Library of the International Committee of the Red Cross) est une bibliothèque publique fondée en 1863. Elle est basée à Genève, au siège de l'organisation.
La bibliothèque se décrit comme « un indispensable fonds documentaire de référence sur le CICR et le droit international humanitaire ». Elle joue un rôle central pour le mandat du CICR conformément à l'article 4 (g) de ses statuts.

## Histoire

### L'Ancien Fonds (1863-1918)

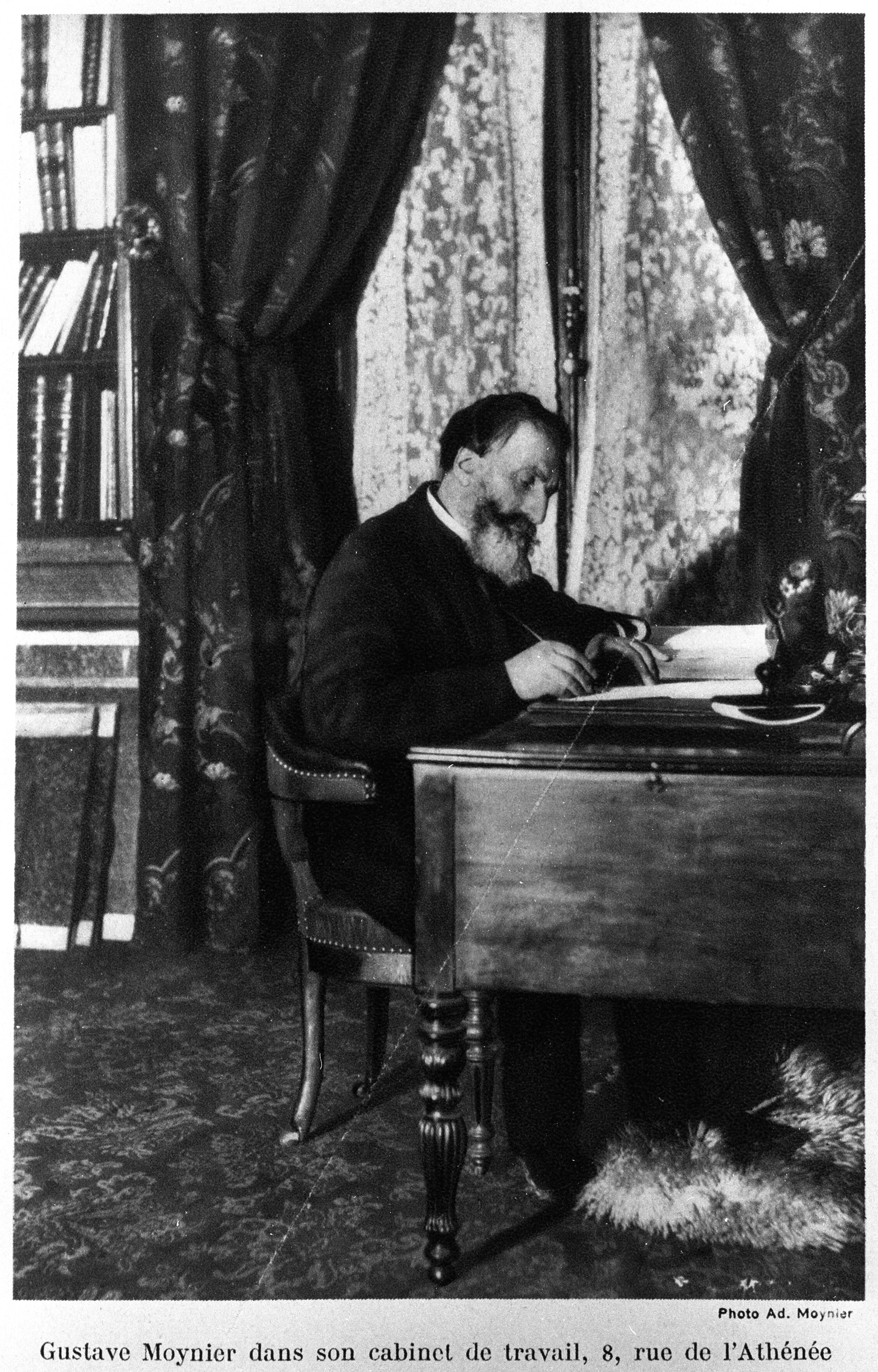
Gustave Moynier dans sa résidence privée de la rue de l'Athénée 8, photographié par son fils Adolphe, qui était également trésorier du CICR

Le CICR – sous son ancien nom, le Comité international de secours aux blessés – a été fondé en février 1863 à Genève par cinq hommes : l’homme d’affaires, puis militant Henry Dunant, dont le fondement de ses idées est présenté dans l'ouvrage Un souvenir de Solférino ; l’avocat et philanthrope Gustave Moynier ; les médecins Louis Appia et Théodore Maunoir ; et le général Guillaume Henri Dufour. La date exacte de la fondation de la bibliothèque est inconnue. Elle est mentionnée pour la première fois dans les archives de 1875, mais
« on peut supposer qu'elle est née en même temps que l'organisation, prenant peut-être au départ simplement la forme d'une collection d'ouvrages appartenant aux fondateurs du Comité. » 
L'adresse réelle de la Croix-Rouge nouvellement fondée, et donc d'au moins une partie de sa bibliothèque naissante, devient la résidence privée de Dunant. Elle est située au troisième étage de la « Maison Diodati », à rue du Puits-Saint-Pierre 4 dans la Vieille Ville de Genève. Cependant, alors que les affaires coloniales de Dunant en Algérie s'effondrent, il fait faillite en 1867 et est expulsé du CICR par son président Gustave Moynier l'année suivante. On peut supposer que la collection de publications de Dunant relatives au CICR a été transférée dans la résidence citadine de Moynier, au 8 de la rue de l'Athénée, puisqu'il a été l'instigateur de la création d'une bibliothèque.
En 1871, le CICR s'installe dans un appartement d'un immeuble situé à la rue de l'Athénée 3, en face de la résidence de Moynier, rue de l'Athénée 8,. Les espaces de bureaux sont encore assez modestes avec seulement trois pièces. L'une d'entre elles sert à la fois de bibliothèque et de musée.
En 1878, Moynier estime que la bibliothèque doit être accessible à tous. La même année, il réorganise complètement ses collections et rédige lui-même de sa main un nouveau catalogue.
À mesure que le mouvement de la Croix-Rouge et les collections de sa bibliothèque se développent, Moynier, vieillissant, délègue certaines tâches administratives dont la gestion de la bibliothèque. Il le fait sur recommandation de son neveu et futur successeur, Gustave Ador. Ce travail est donc délégué à Paul Des Gouttes, avocat. Il est nommé secrétaire du Comité en 1898. Il est également le neveu de Moynier.

### Après la Première Guerre mondiale

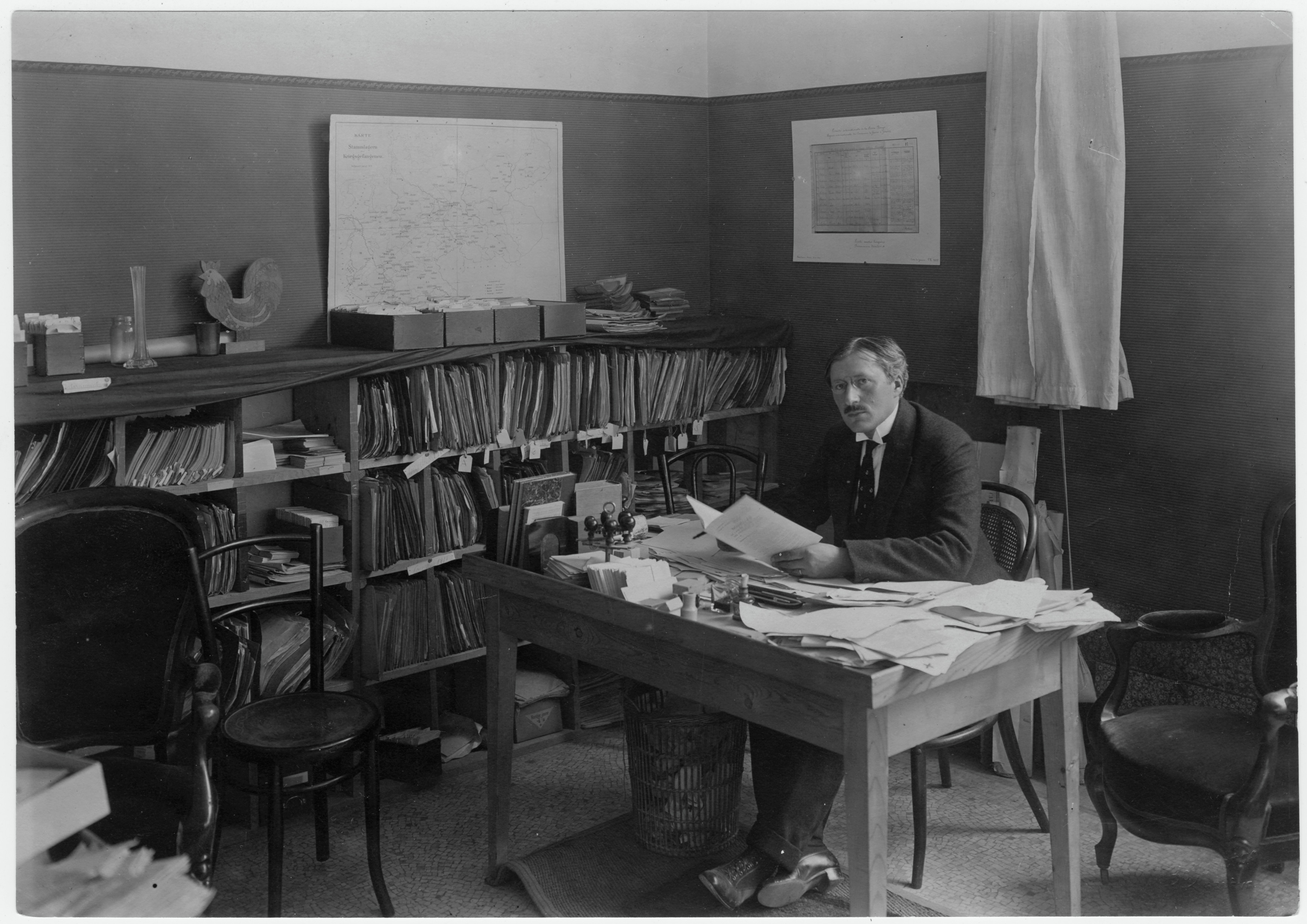
Étienne Clouzot pendant la Première Guerre mondiale au musée Rath, où il publiait également le bulletin d'information pour l'Agence internationale des prisonniers de guerre

Peu après la fin de la Première Guerre mondiale, le CICR s'installe dans son nouveau siège situé à la Promenade du Pin, vers la Vieille Ville. La bibliothèque y est installée à côté d'un grand vestibule. La responsabilité de la bibliothèque est reprise par Étienne Clouzot, archiviste paléographe, qui est également chroniqueur au quotidien libéral Journal de Genève . Durant la Première Guerre mondiale, il conçoit le système de classification pour des millions de fiches. En 1919, il succède à Des Gouttes à la tête du Secrétariat du CICR . Il donne un grand essor à la bibliothèque, notamment en établissant un échange systématique de publications avec les sociétés nationales du Mouvement de la Croix-Rouge.
En juin 1933, le CICR déménage son siège dans la Villa Moynier, au quartier de Sécheron. Elle est construite en 1848 pour le banquier Barthélemy Paccard et est alors la propriété de son gendre Gustave Moynier, qui est resté à ce poste pendant une durée de 47 ans jusqu'à sa mort en 1910. Située au milieu du grand Parc Moynier au bord du lac Léman, la Villa a abrité la Société des Nations en 1926. La ville de Genève l'acquiert alors et la loue au CICR. Une salle au rez-de-chaussée est réservée à la bibliothèque à côté de la salle du musée et de la salle de réunion. Cependant, cet emplacement « excentrique » et le manque de personnel qui lui est affecté ont rendu la bibliothèque inactive.

### Après la Seconde Guerre mondiale
En 1946, le CICR transfère son siège à l'ancien hôtel Carlton, situé dans le quartier de Pregny. Le bâtiment néoclassique construit sur une colline au-dessus du Palais des Nations a été octroyé à l'organisation par le canton de Genève, dans le cadre d'un bail à long terme. La bibliothèque se voit attribuer une place « modeste ». En 1948, la nouvelle collection, qui s'est ajoutée à la collection du patrimoine, est entièrement réorganisée et cataloguée.
Ce n’est cependant qu’en 1972 que l’organe directeur du CICR attribue une salle plus importante à la bibliothèque. En même temps, elle a élevé son statut et confirmé son mandat. Il s'agit non seulement de préserver les publications de la Croix-Rouge, mais aussi d’acquérir de manière exhaustive des publications concernant le DIH. Dix ans plus tard, un système de référence basé sur un thésaurus a été introduit, permettant aux utilisateurs d'accéder plus facilement aux documents.

### Après 1990
Le premier ordinateur avec accès à Internet a été installé dans la salle de lecture en 1995. Cinq ans plus tard, le catalogue de la bibliothèque est devenu accessible via l'intranet de l'organisation.
Depuis 2010, la bibliothèque, les archives publiques et les archives audiovisuelles du CICR font partie de la  même unité, sous l'égide du service Archives et gestion de l'information du CICR. Cette réforme administrative s'inscrit dans le cadre des efforts visant à faire face à la complexité croissante du big data et en même temps à la fragmentation de l'information due à l'évolution rapide des technologies numériques.

## Collections et fonds documentaires

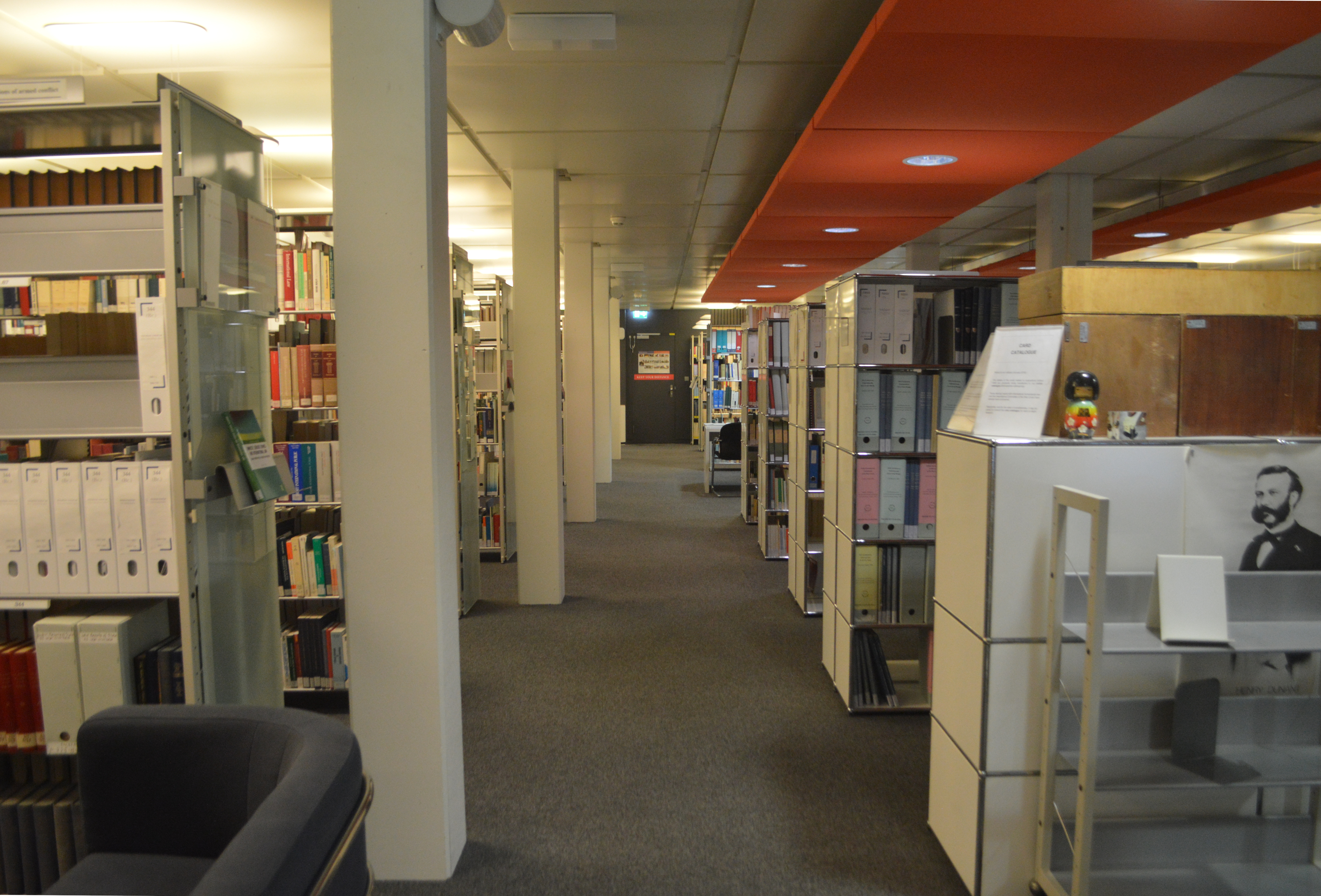
La bibliothèque avec une affiche de Dunant à droite

La collection patrimoniale de l'ancien fonds (Cote : AF) comprend environ 4'000 livres, brochures, rapports, manuels et coupures de presse provenant de plus de quarante pays.
Certains membres du CICR, et en particulier Gustave Moynier, ont fait donation de documents provenant de leurs fonds privés. La collection de Paul Des Gouttes fut confiée au CICR après sa mort en 1943 par sa veuve. Elle comprend notamment une première édition d'Un souvenir de Solférino, que Dunant avait limitée à un total de 100 exemplaires.

## Galeries

### La collection patrimoniale

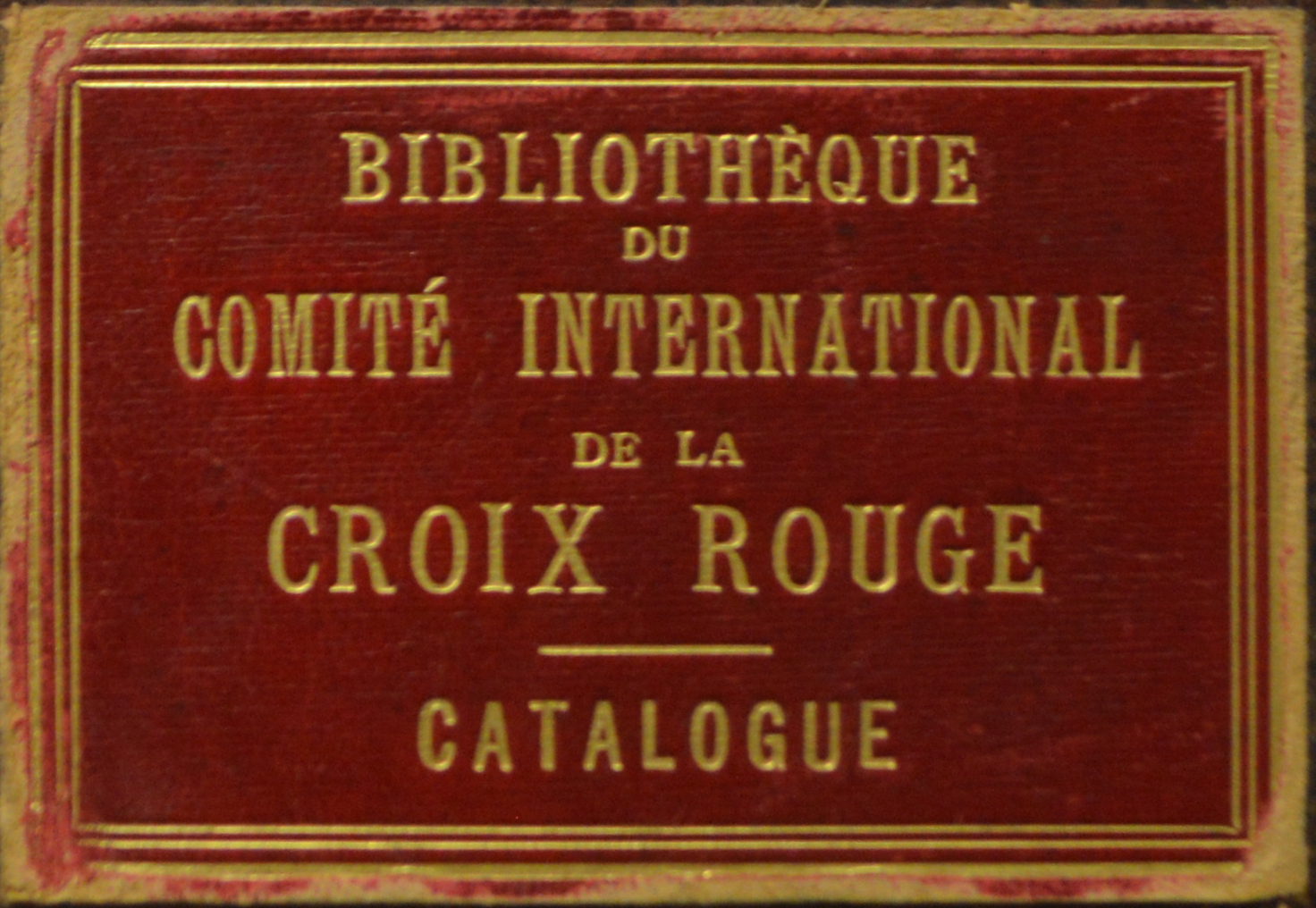
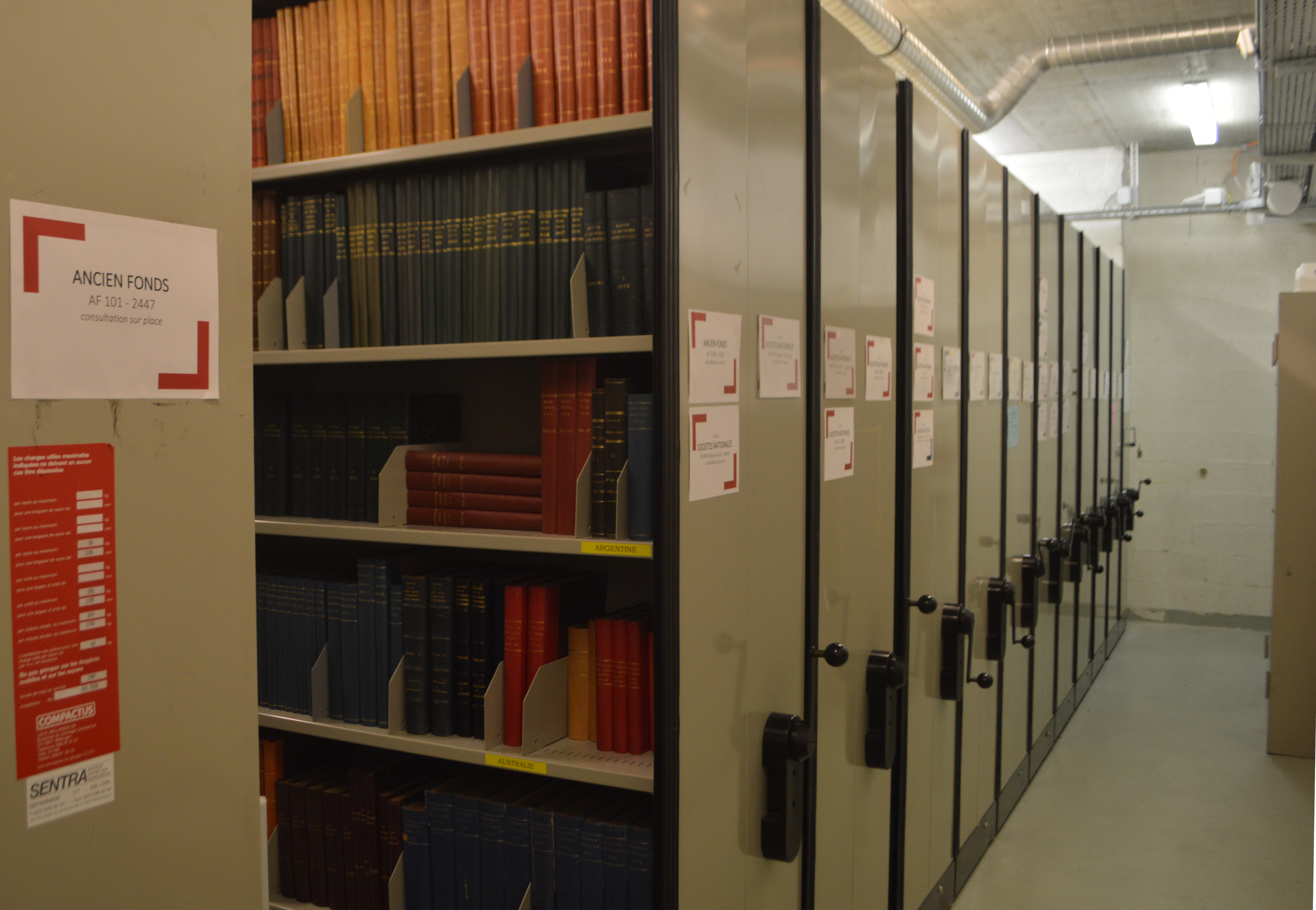
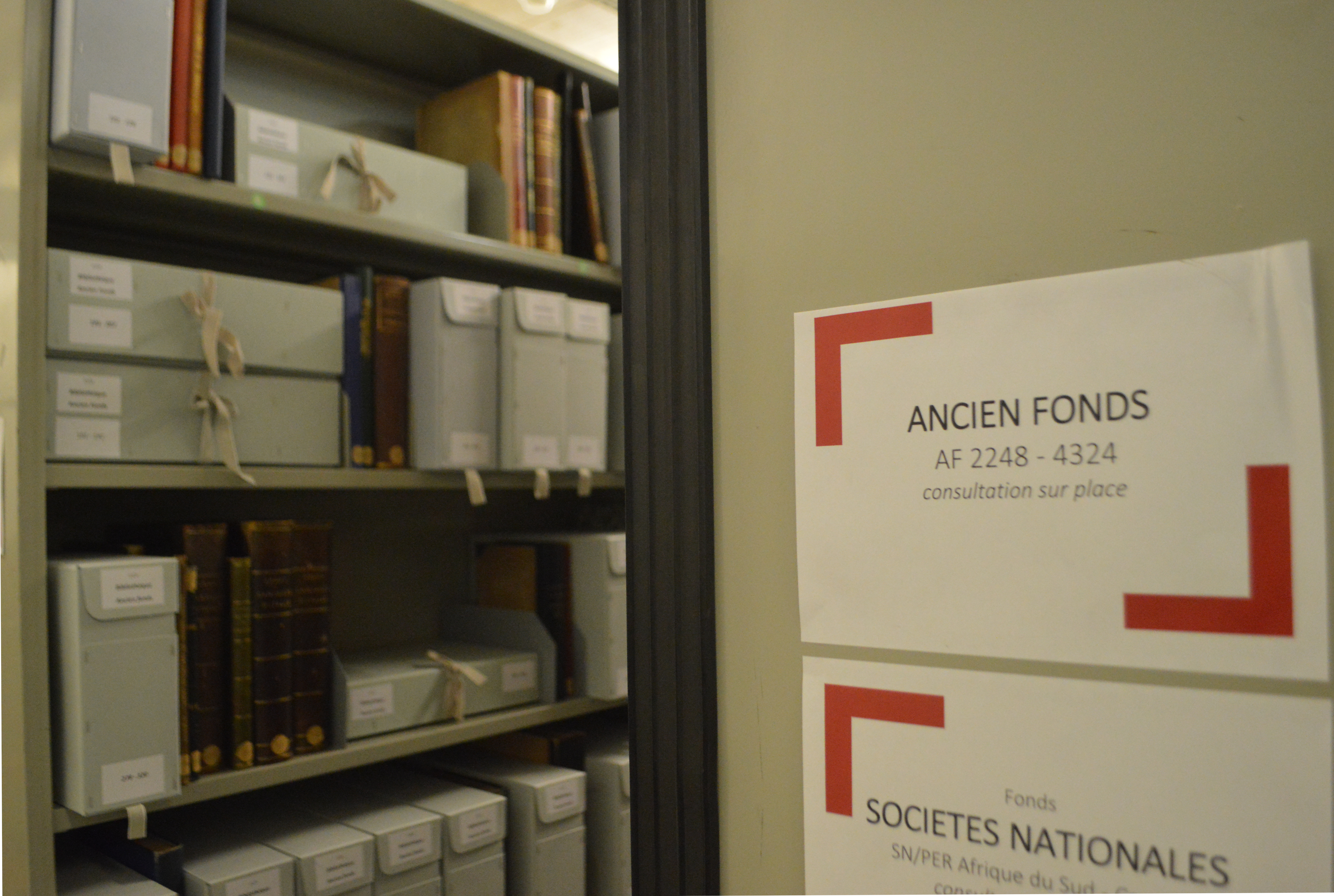
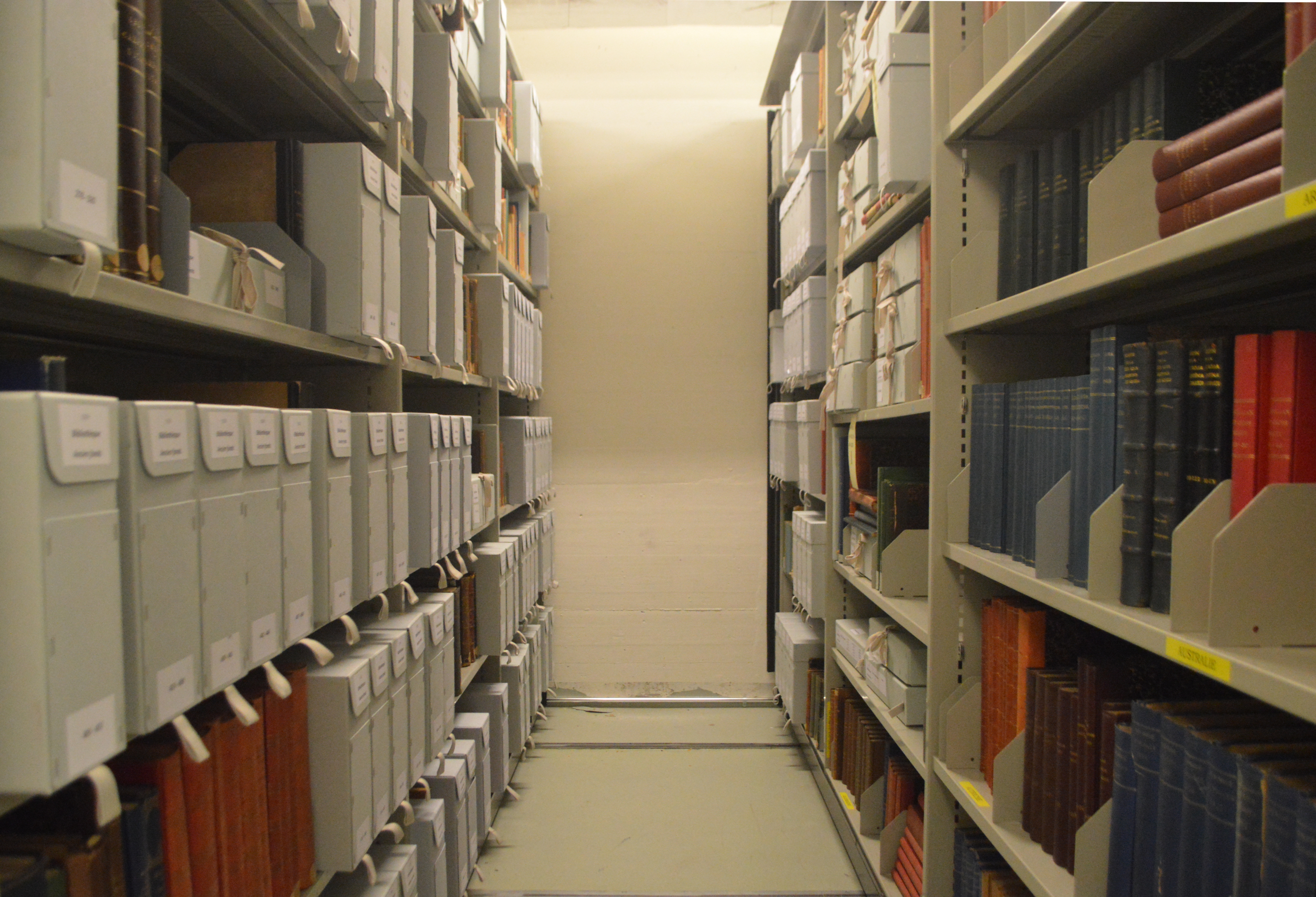
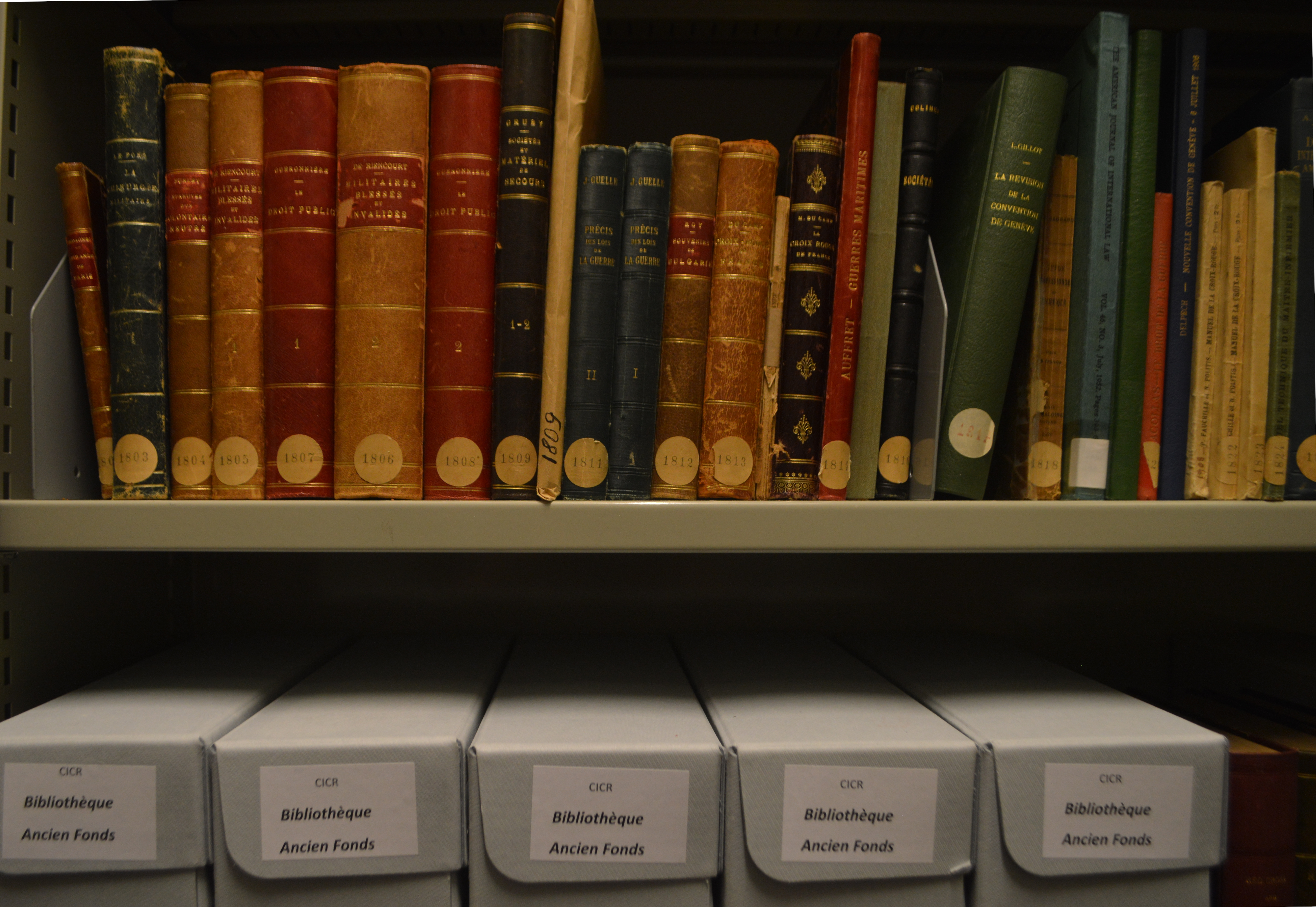
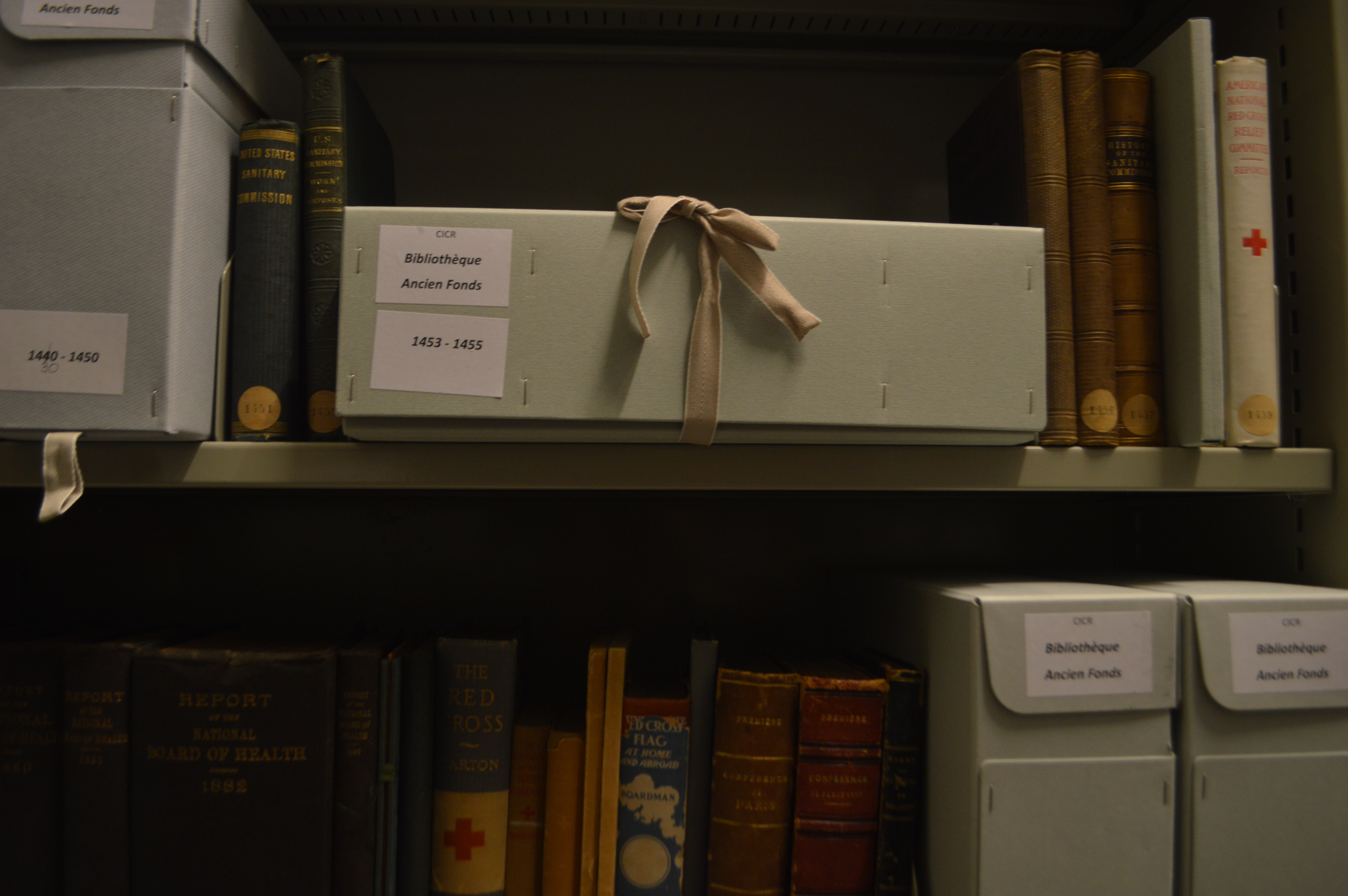
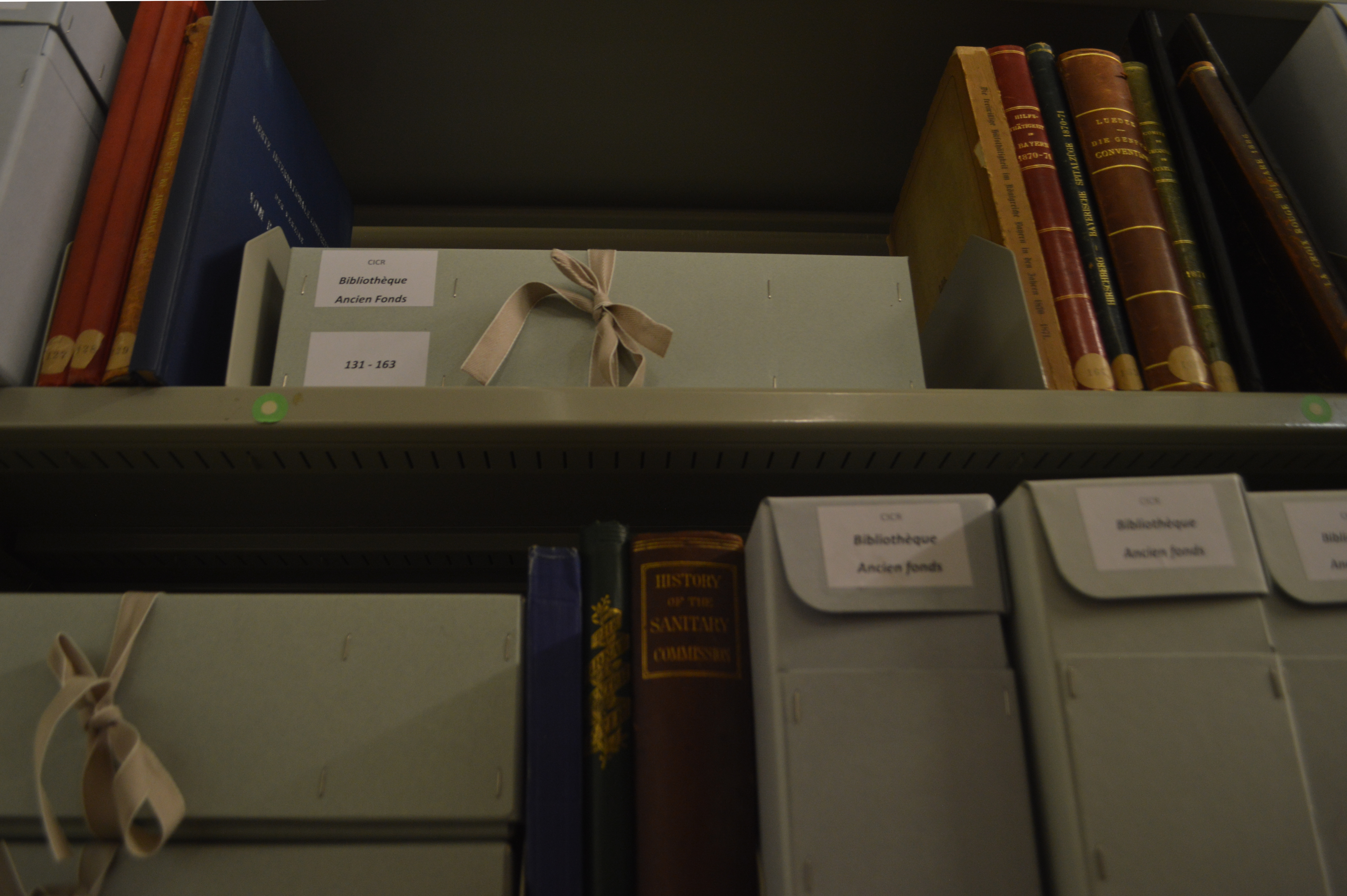
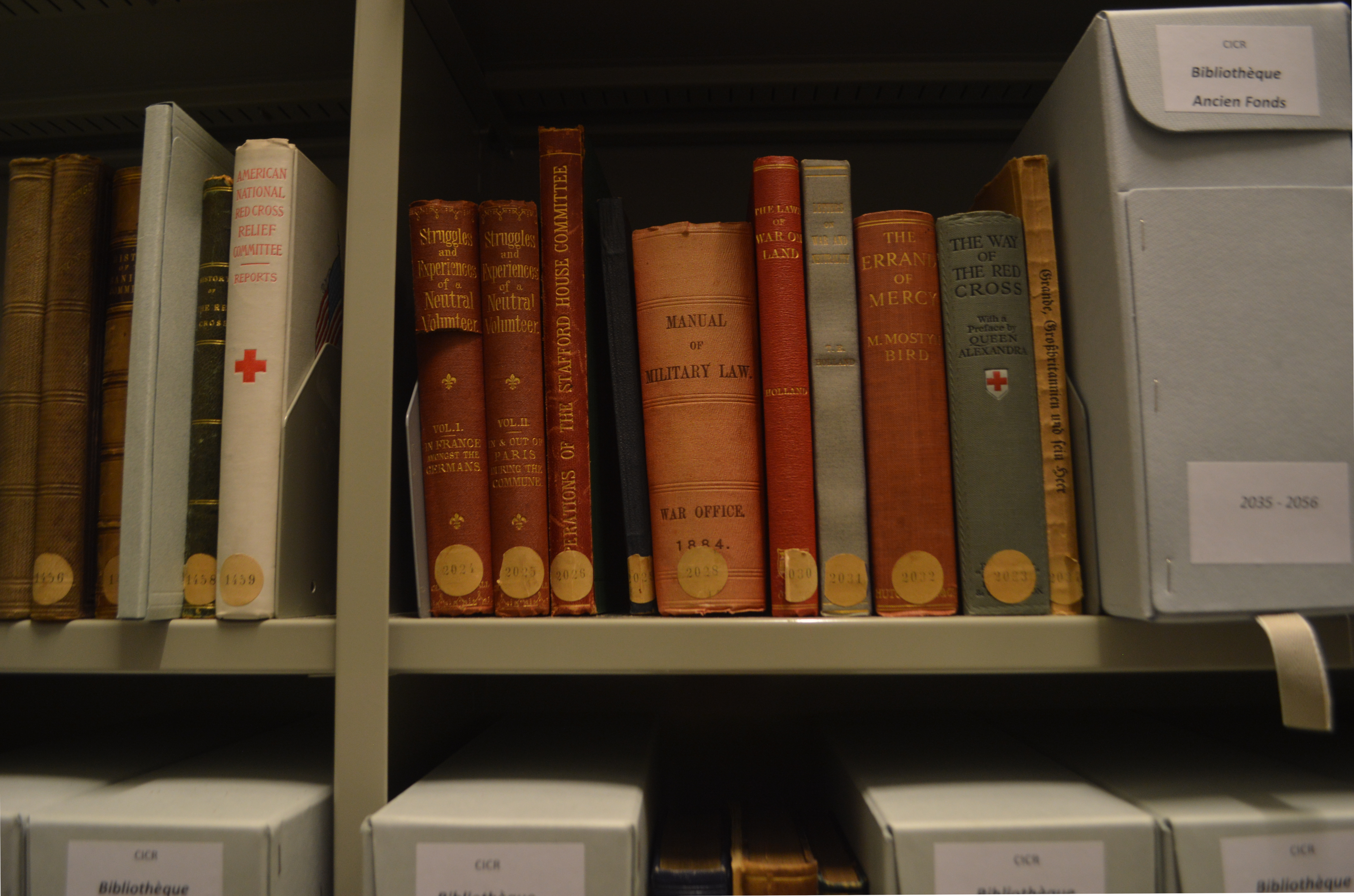
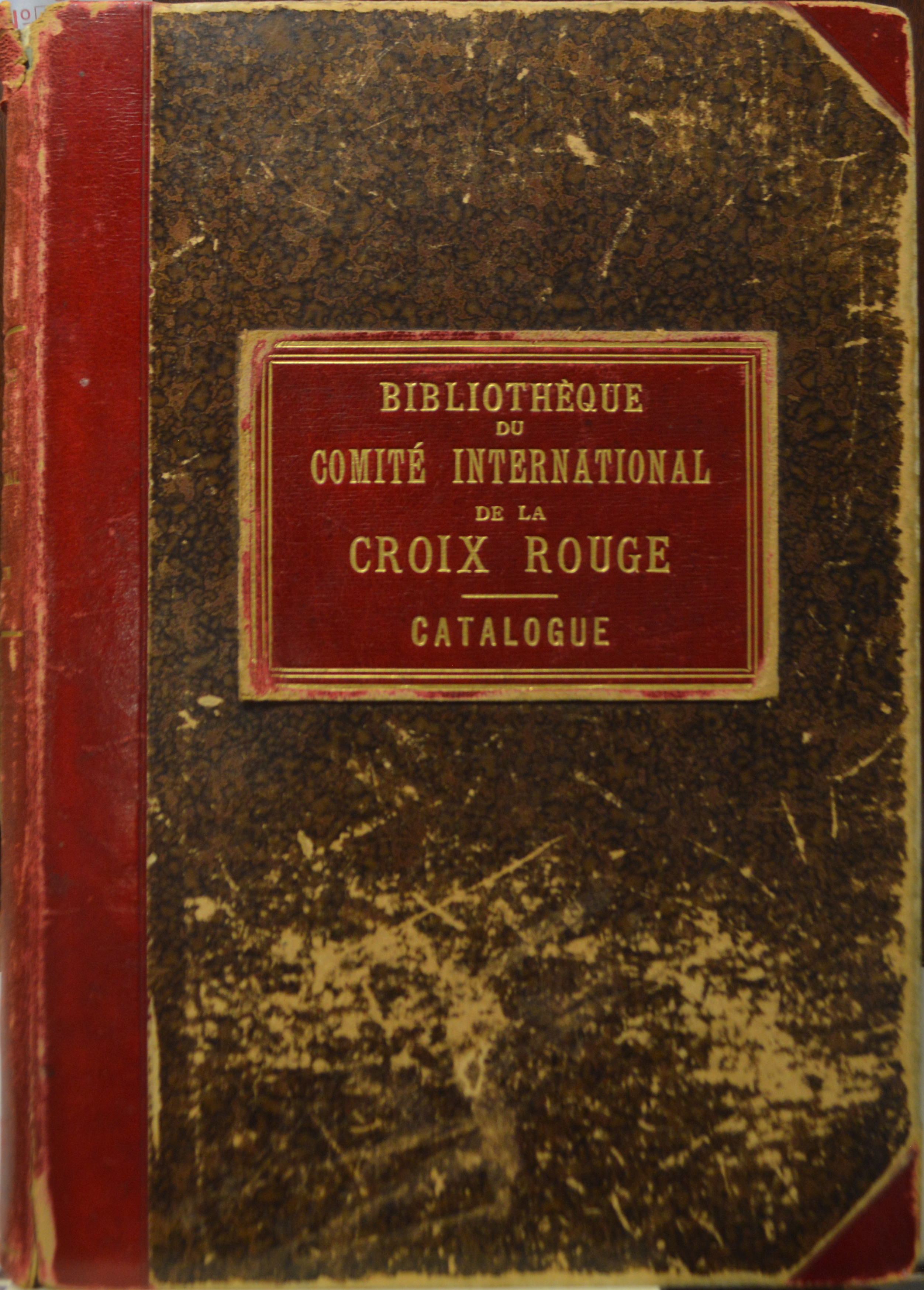
Couverture du catalogue manuscrit de Gustave Moynier
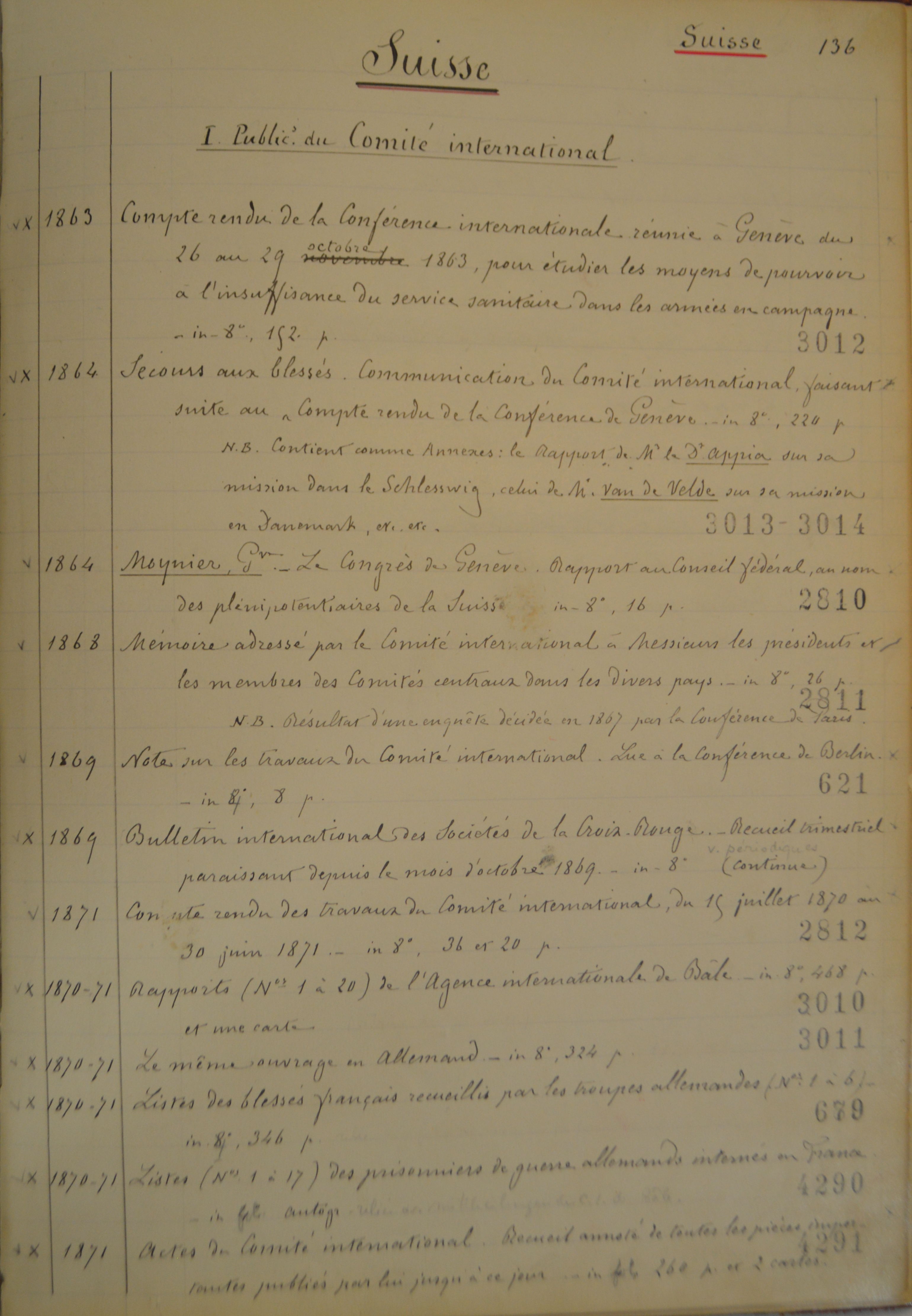
Liste des publications de Suisse dans le catalogue
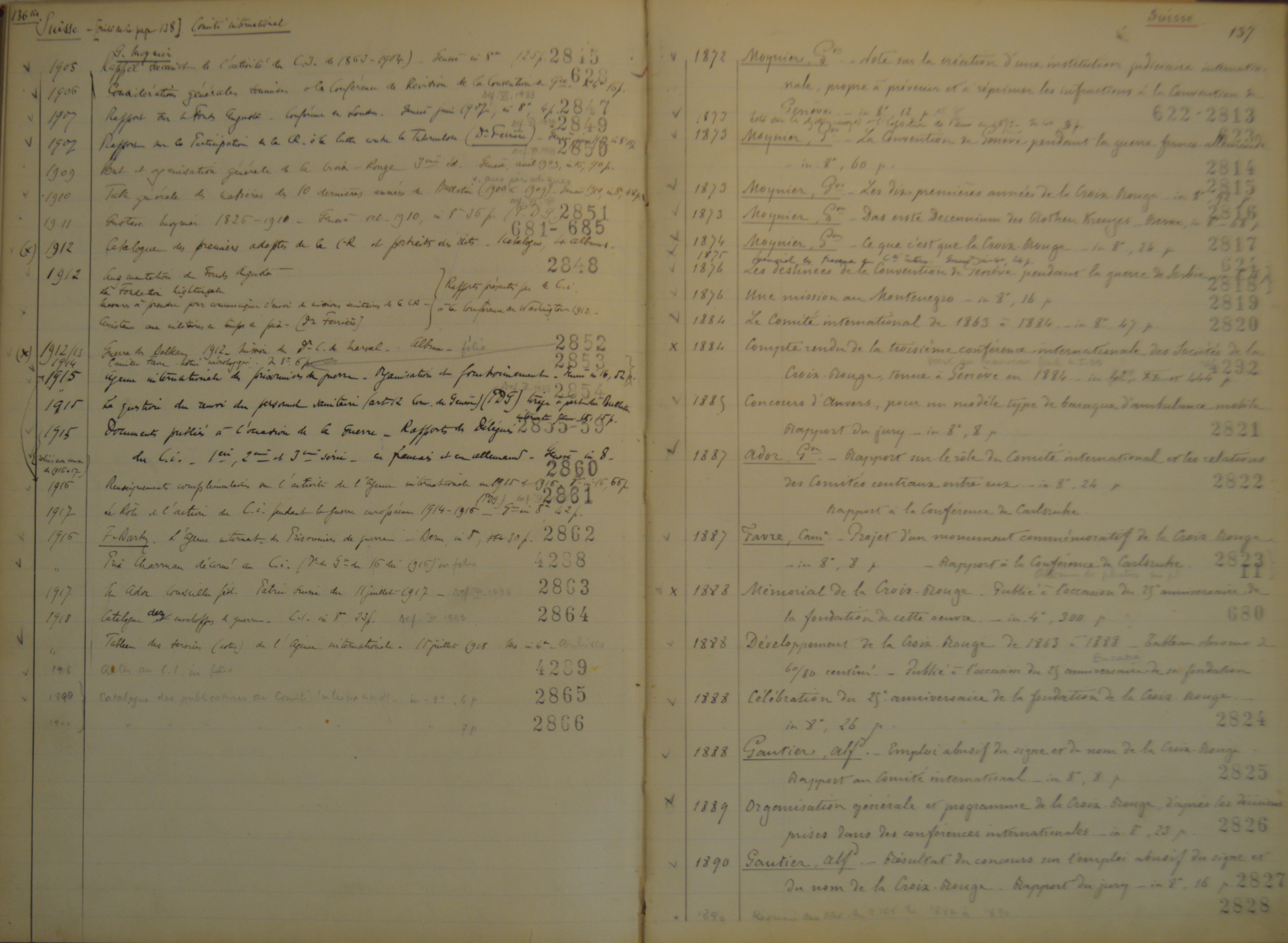
Liste des publications personnelles de Moynier
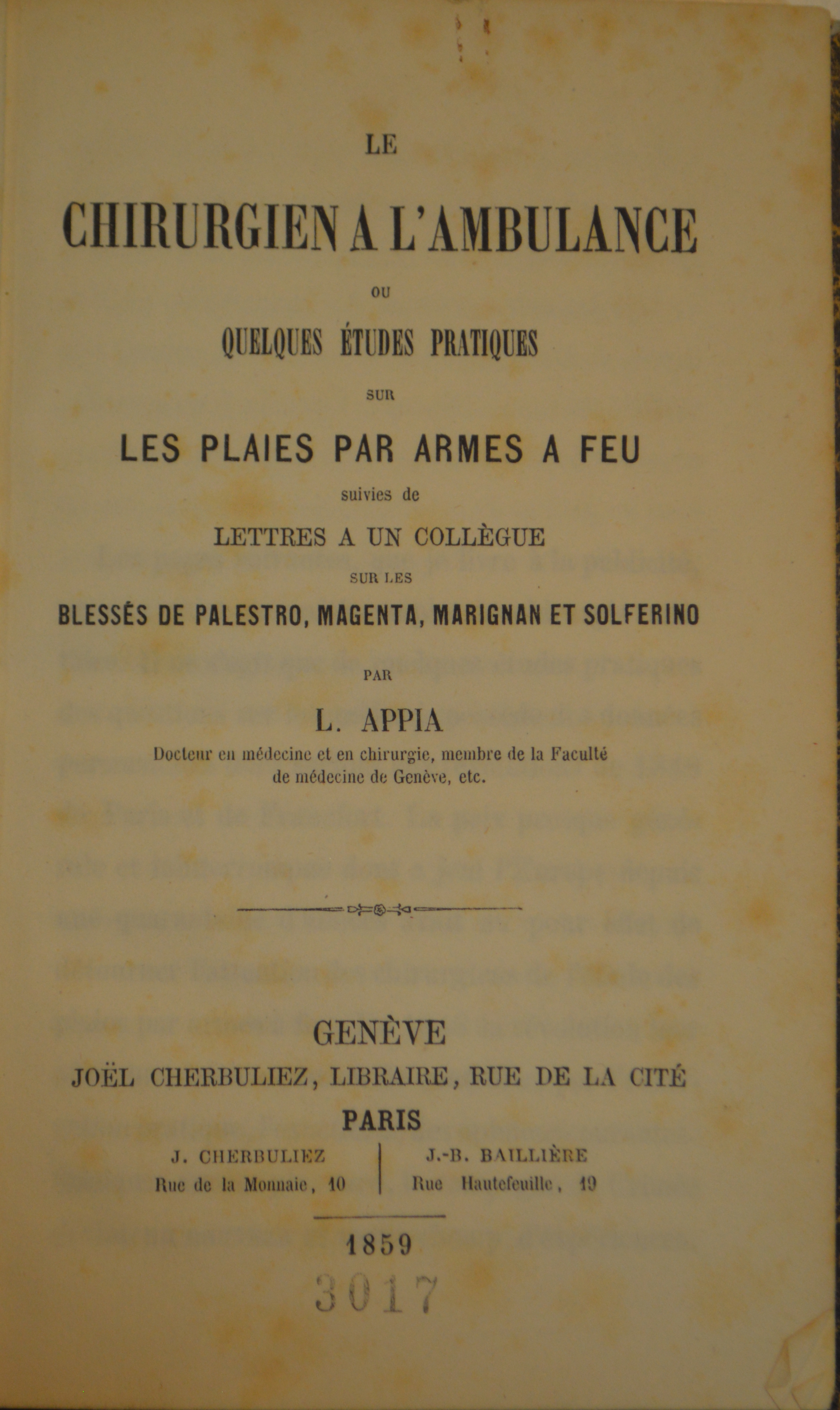
Livre de 1859 du cofondateur Louis Appia
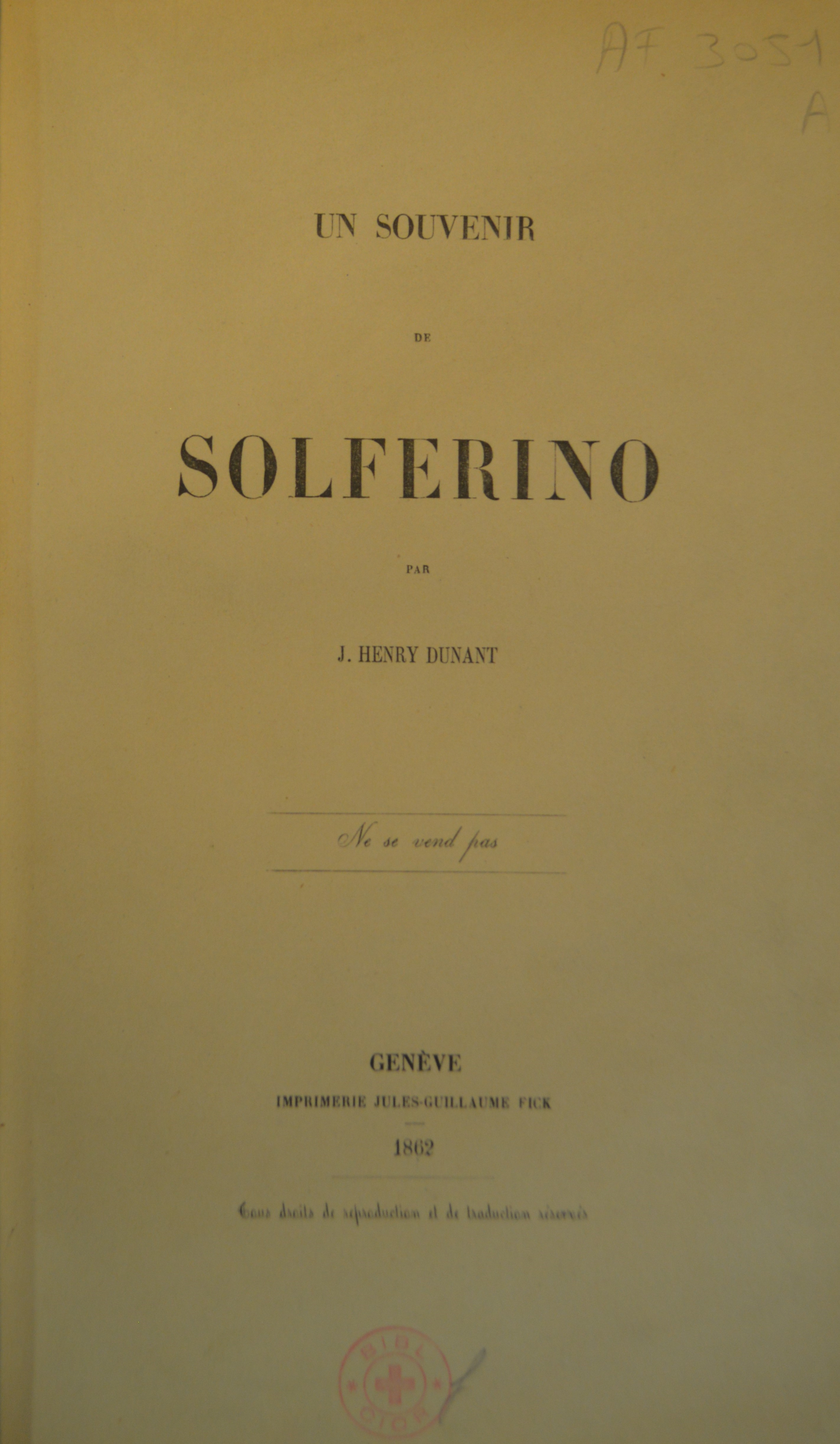
Édition originale de "Un Souvenir de Solferino" de Dunant
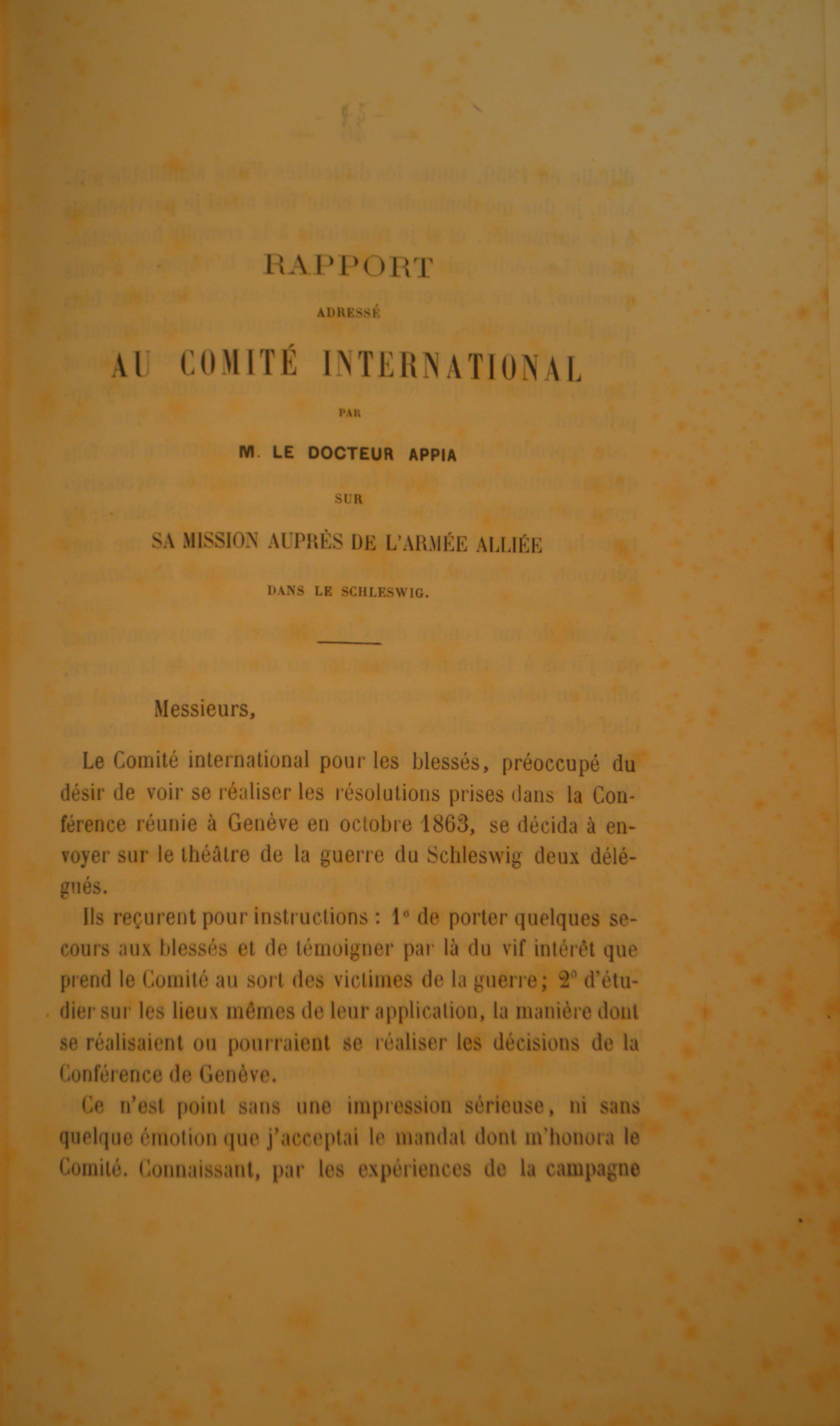
Rapport de 1864 d'Appia sur la deuxième guerre du Schleswig en tant que premier délégué du CICR
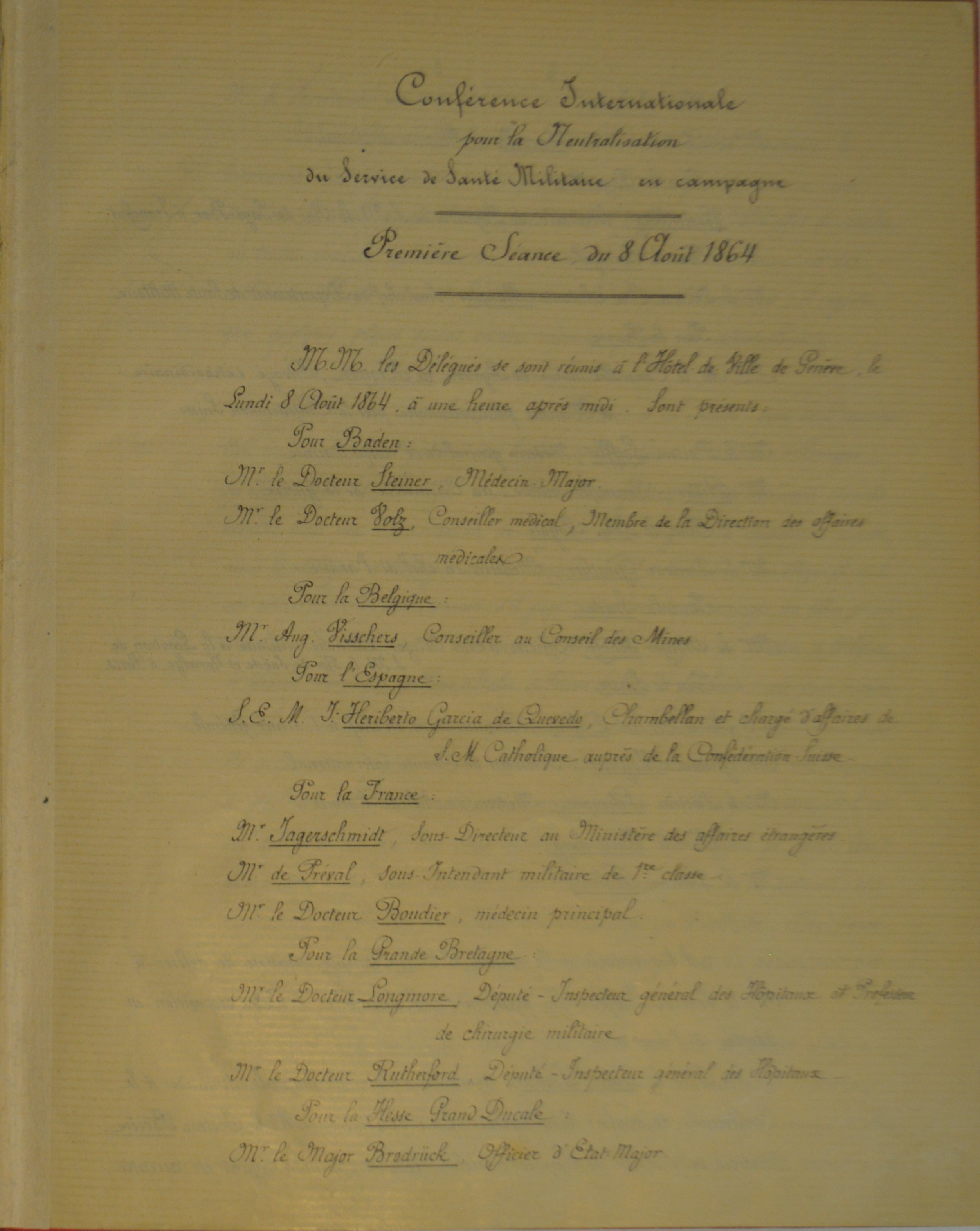
Actes de la conférence de 1864 qui a conduit à la première Convention de Genève
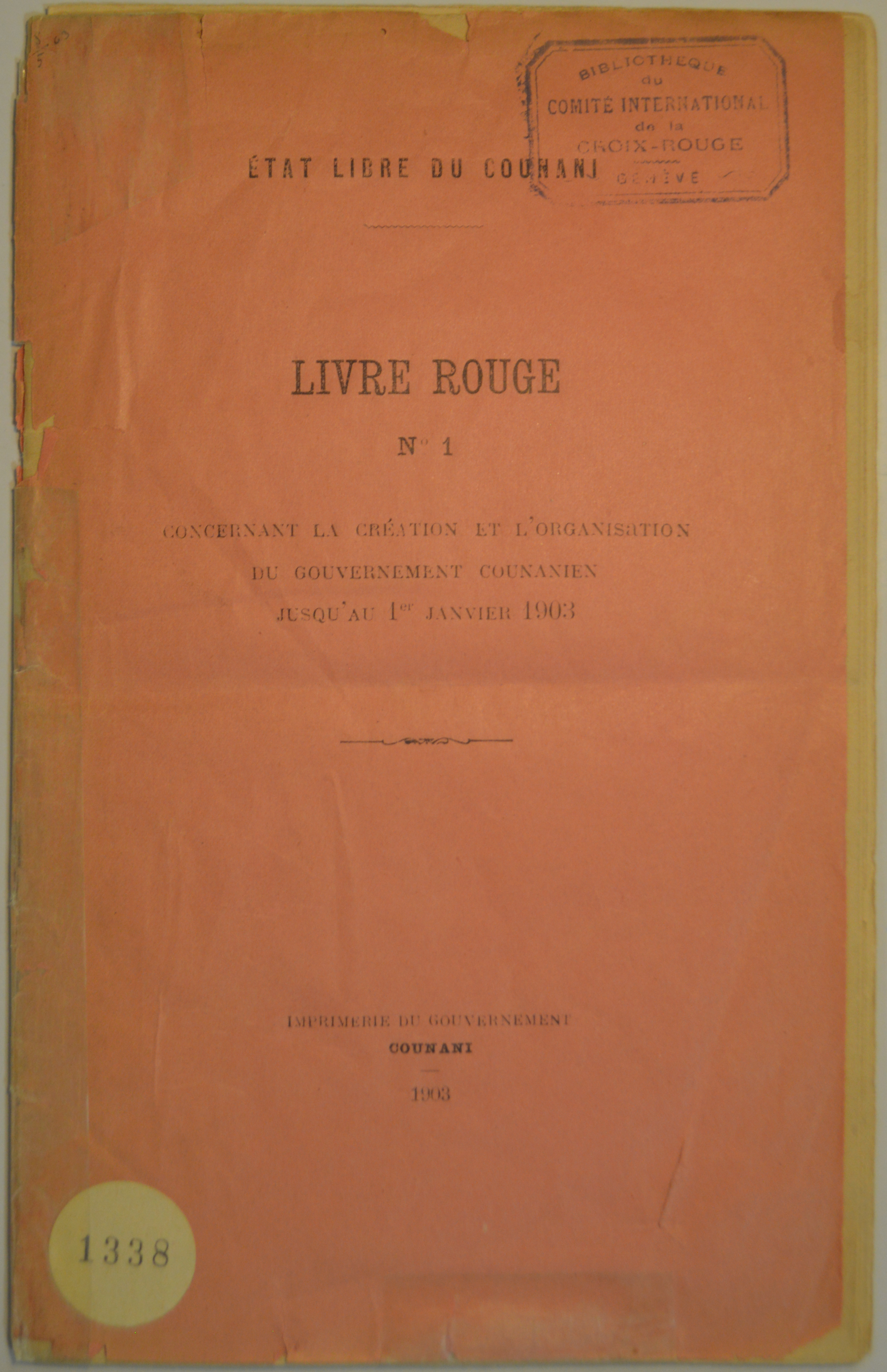
1903 "LIVRE ROUGE" par le gouvernement de Counani

### Journaux de prisonniers de guerre de la Première Guerre mondiale

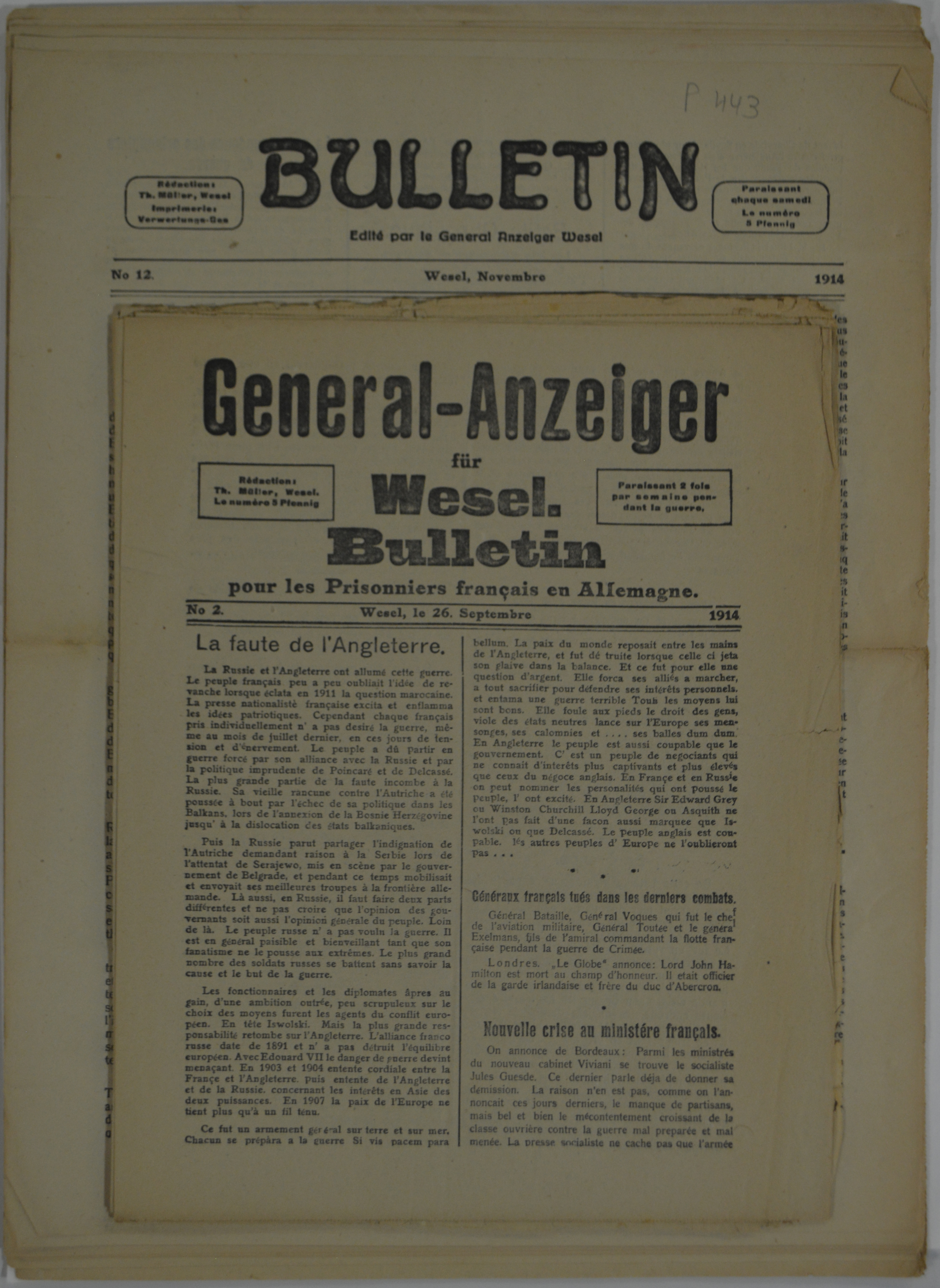
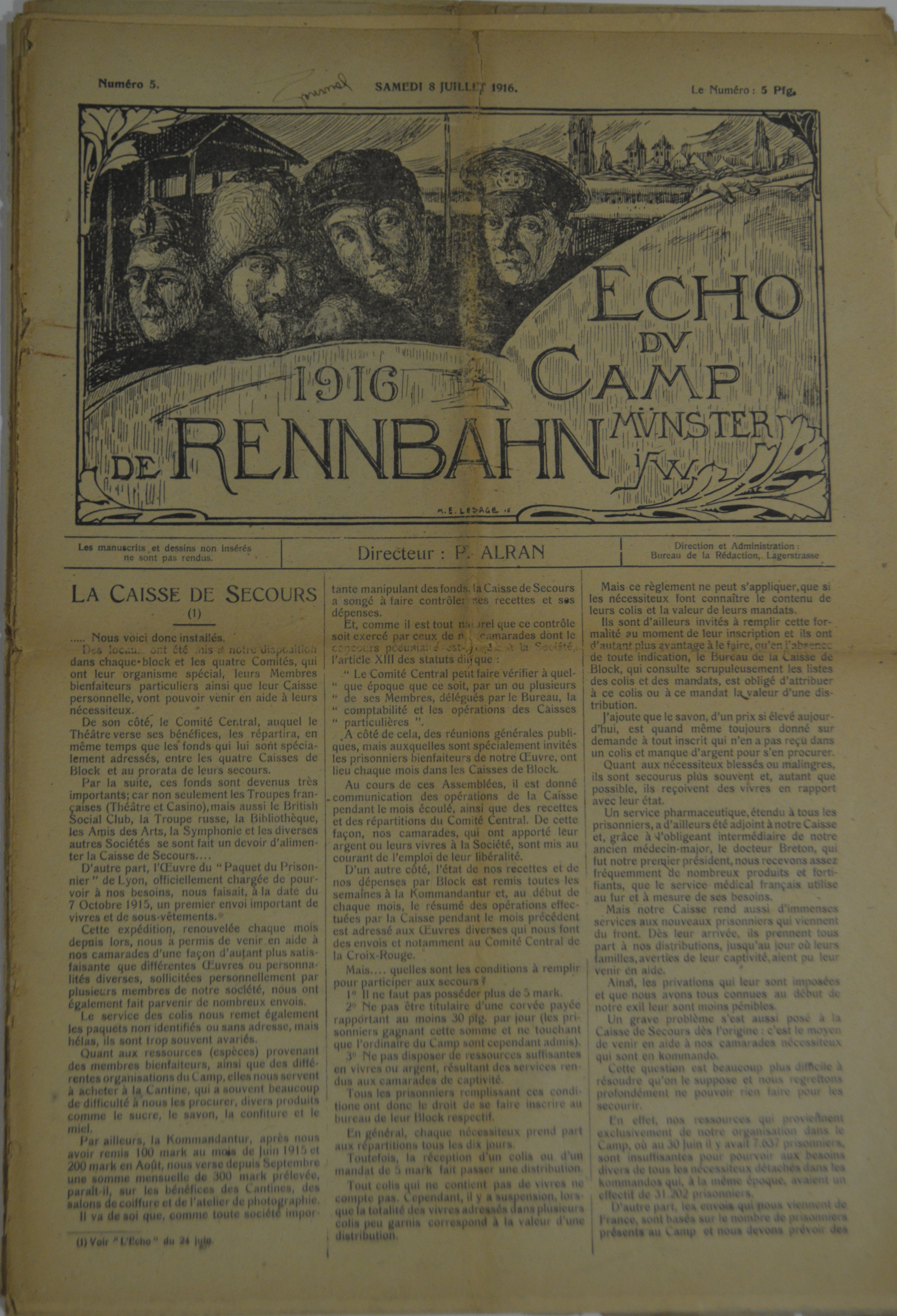
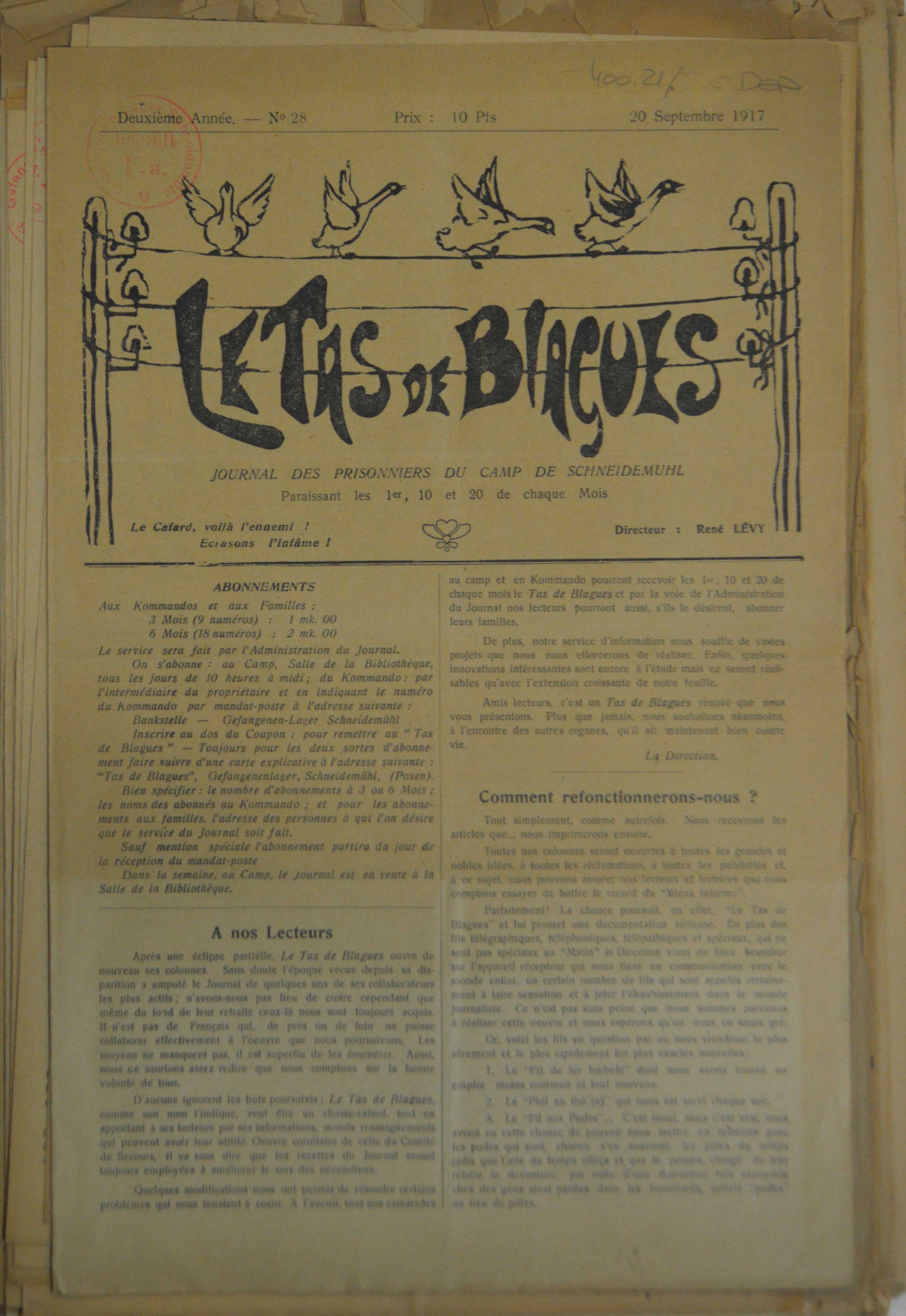
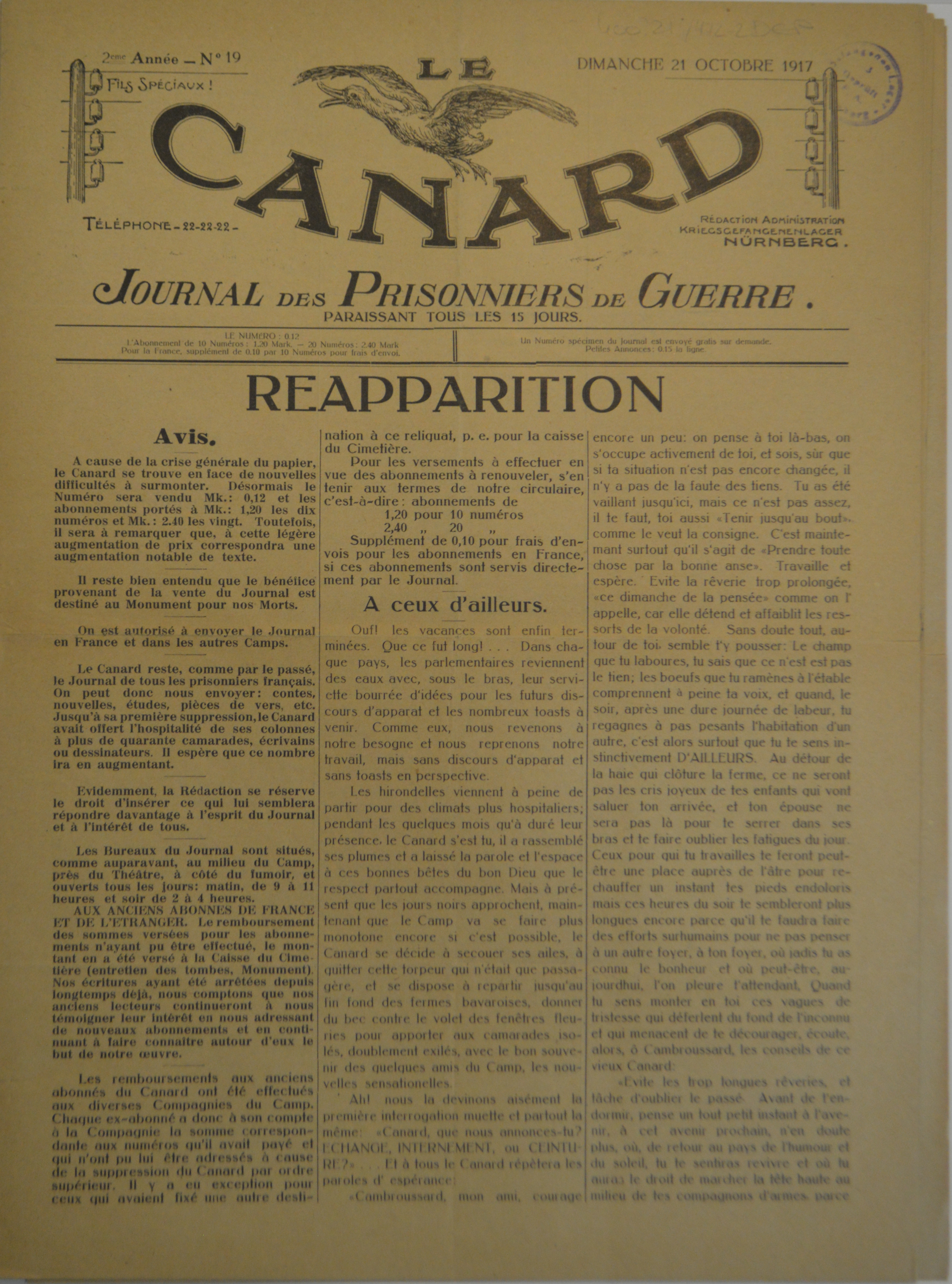
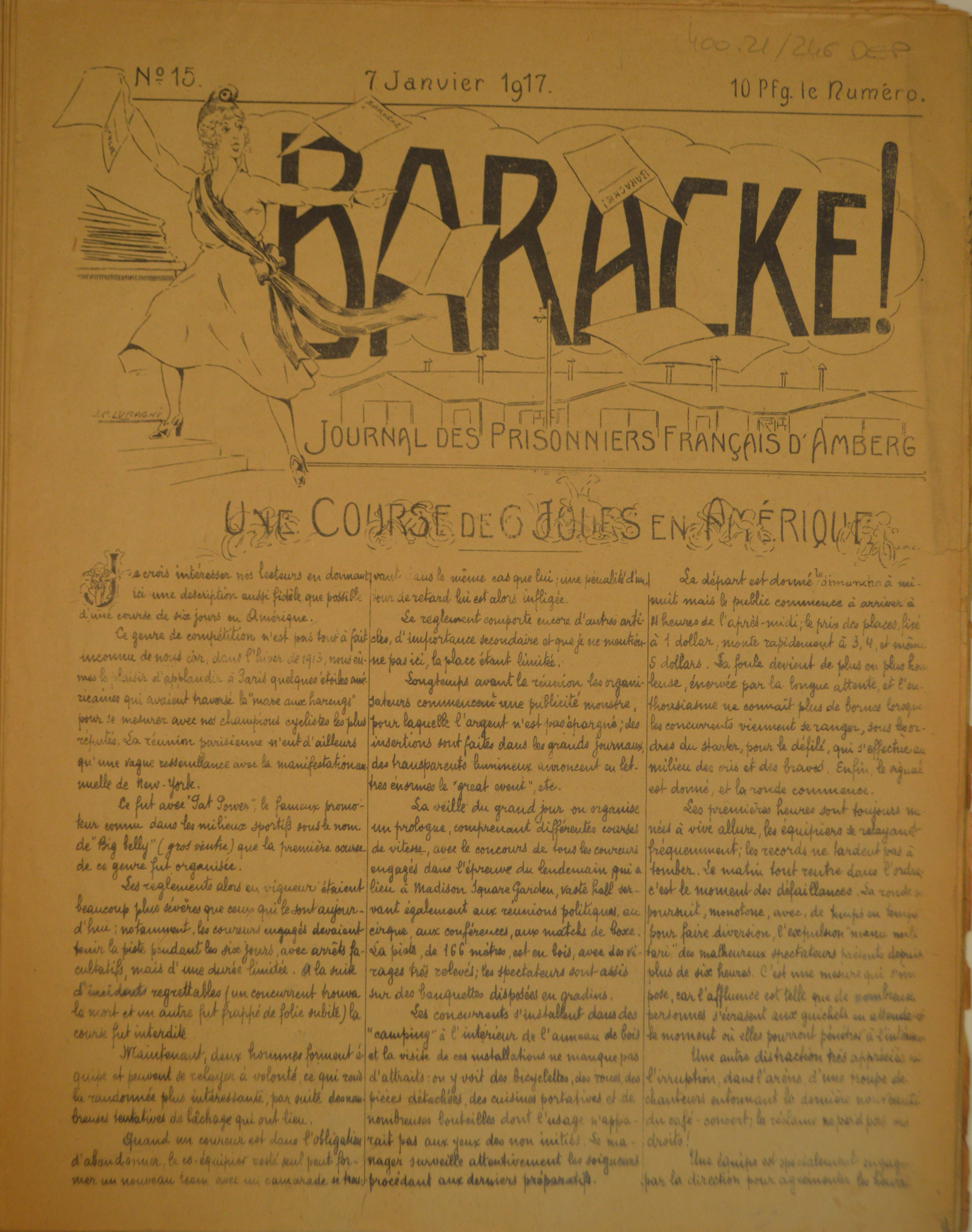
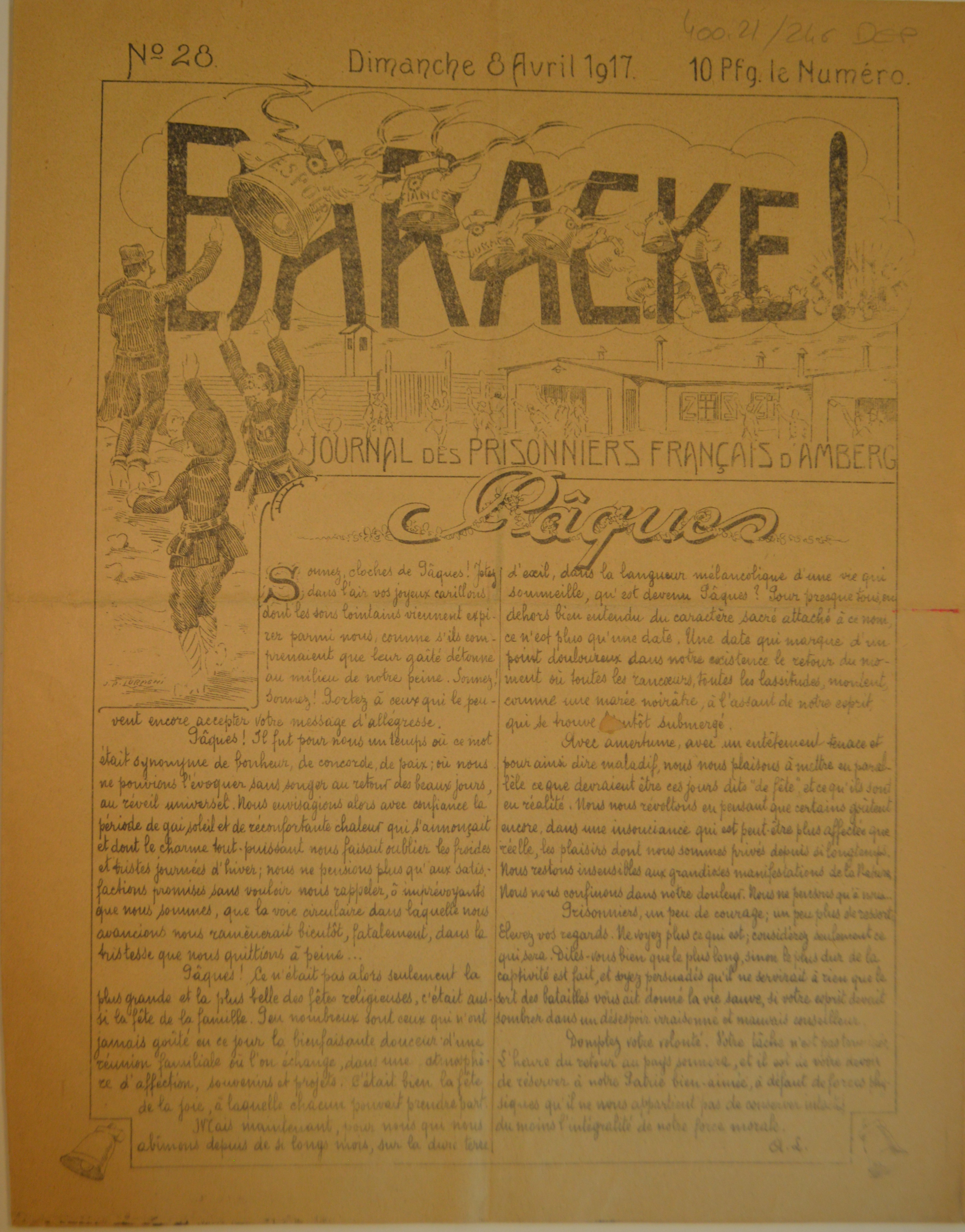
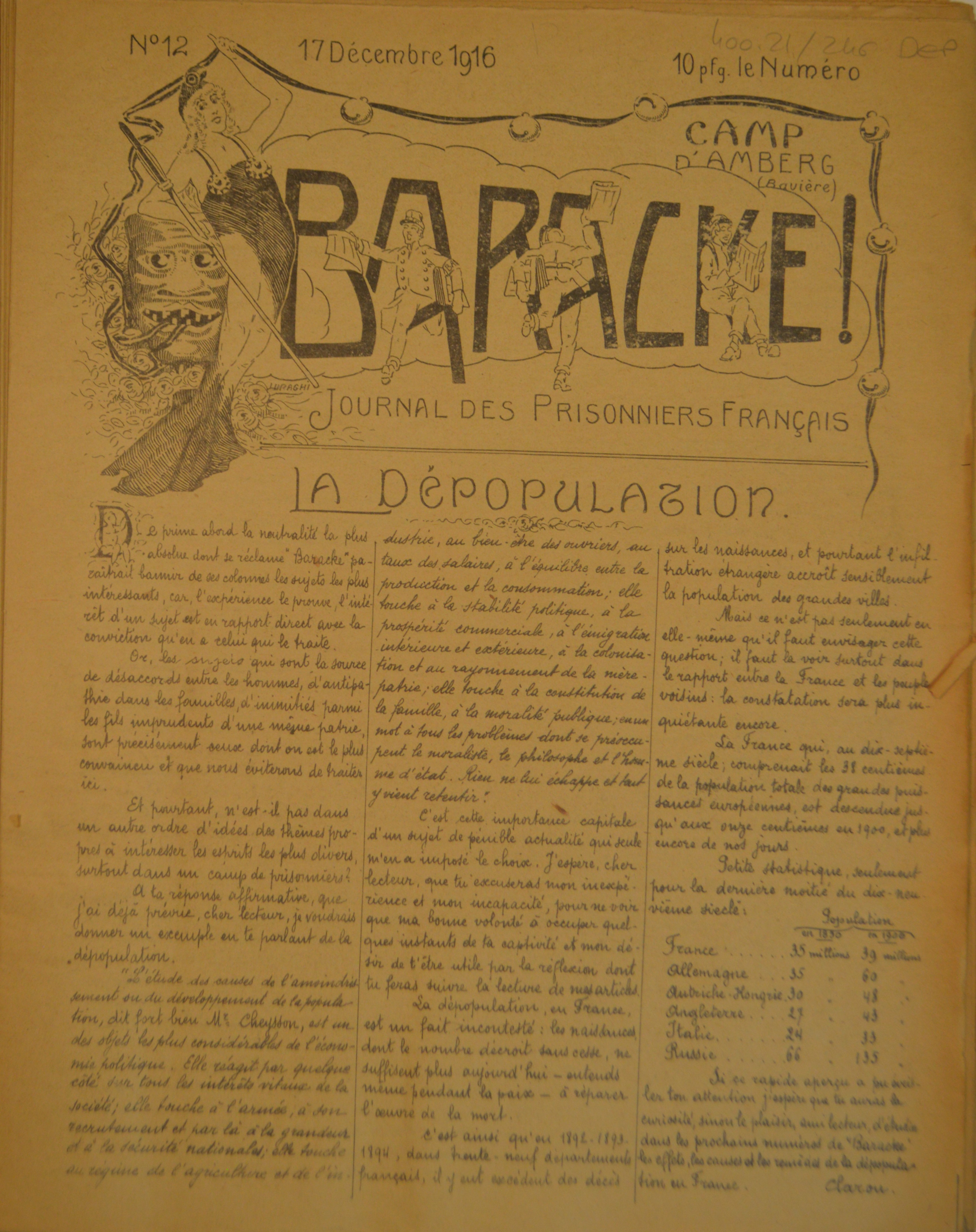
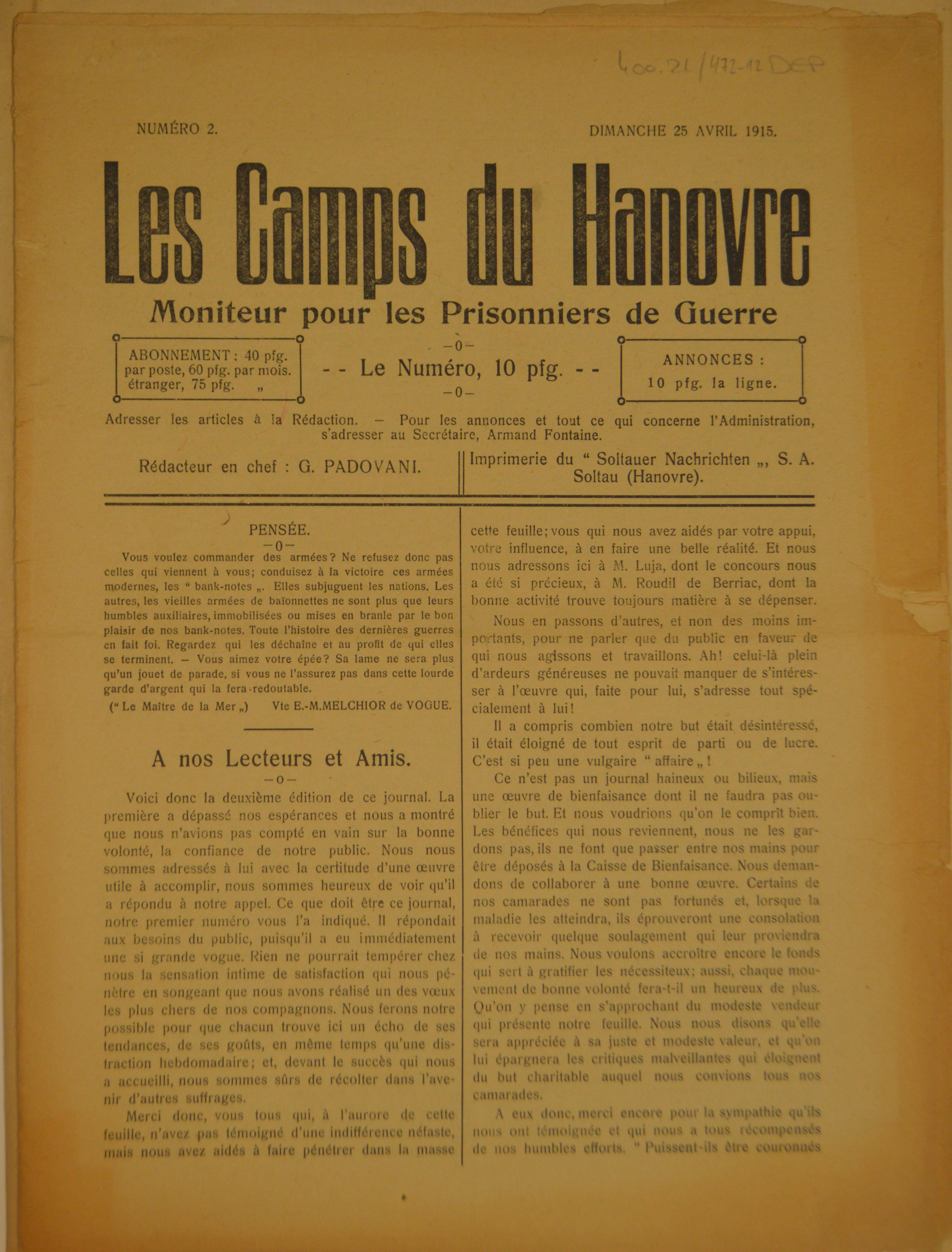
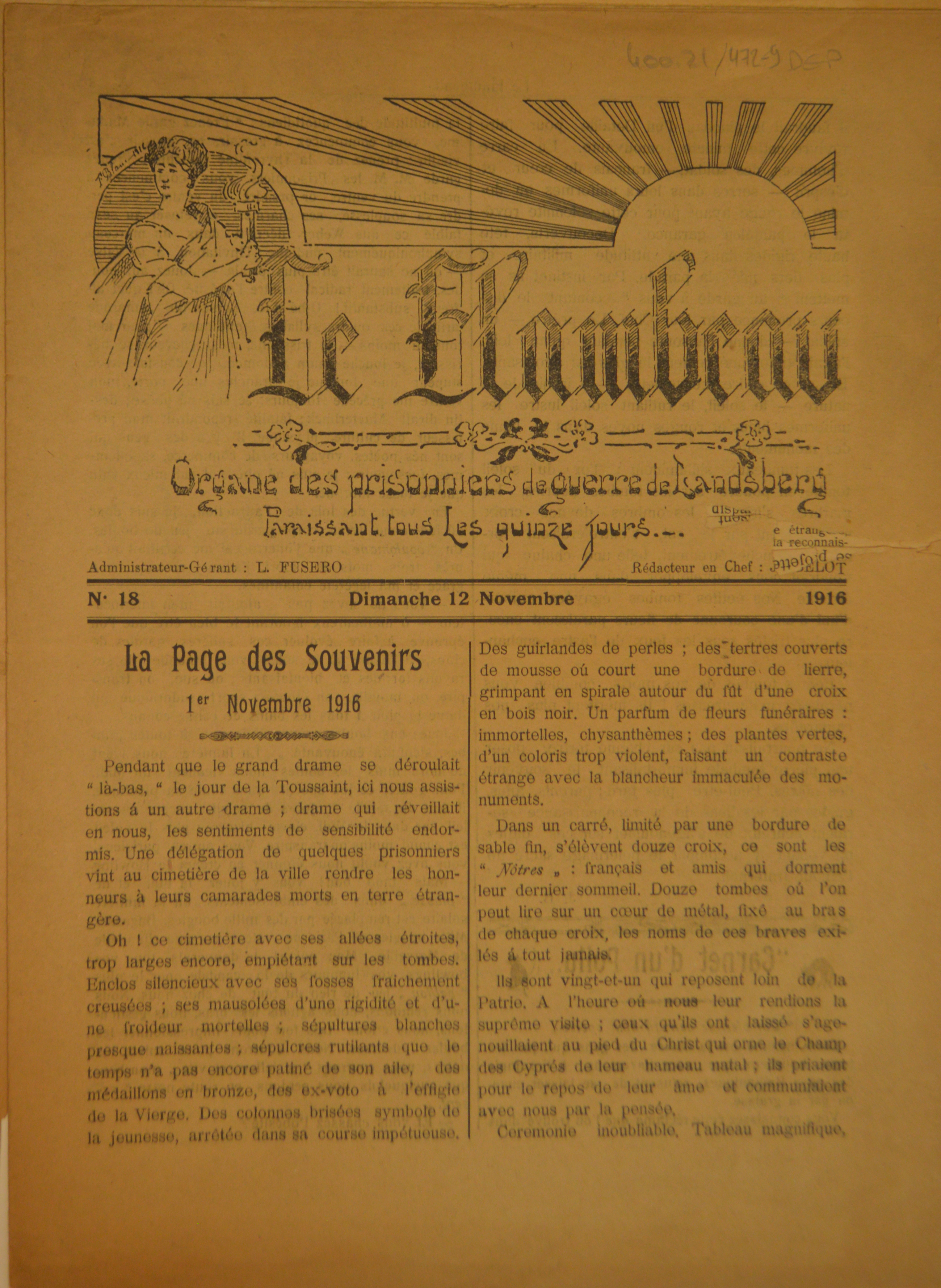
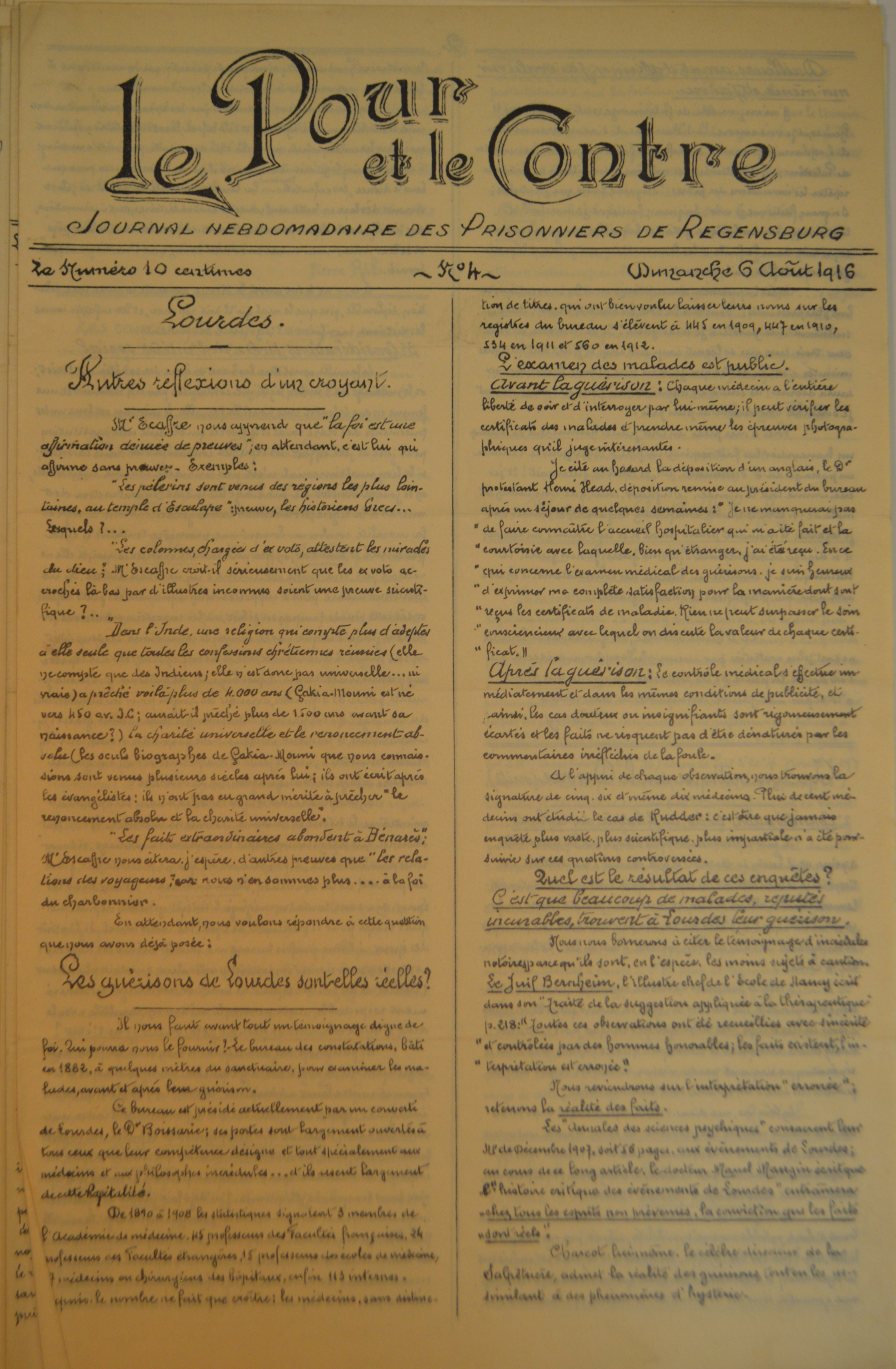
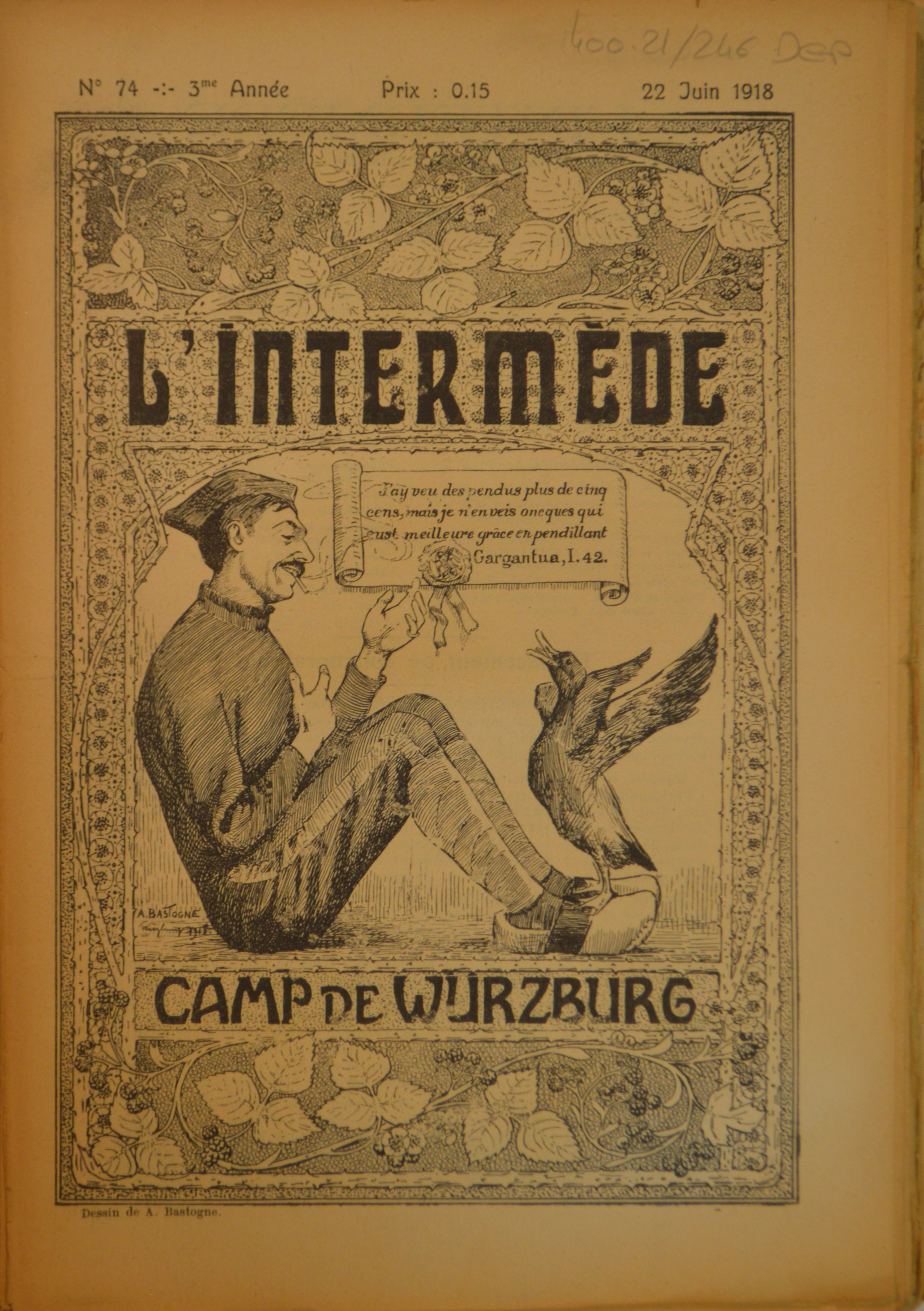
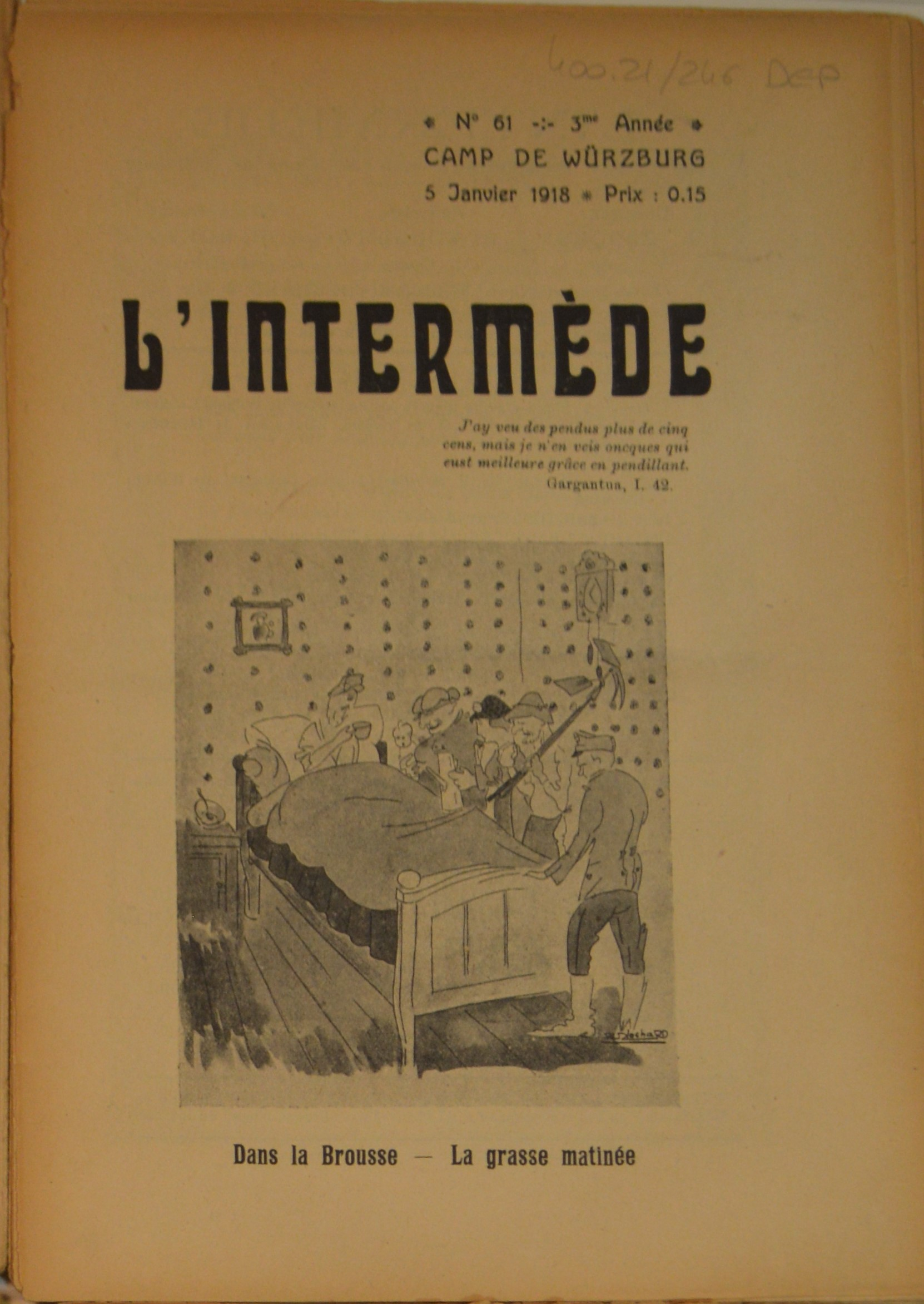
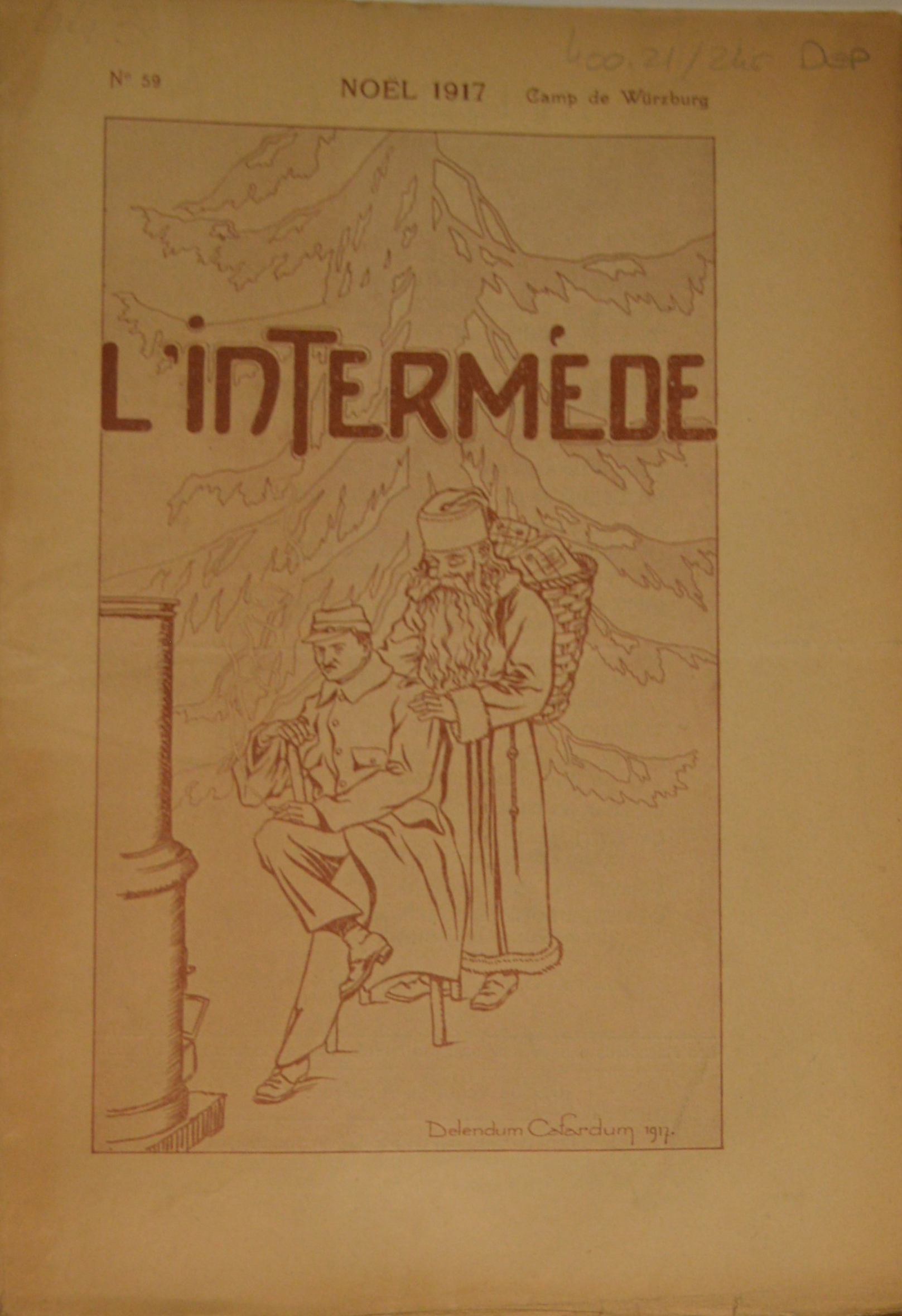
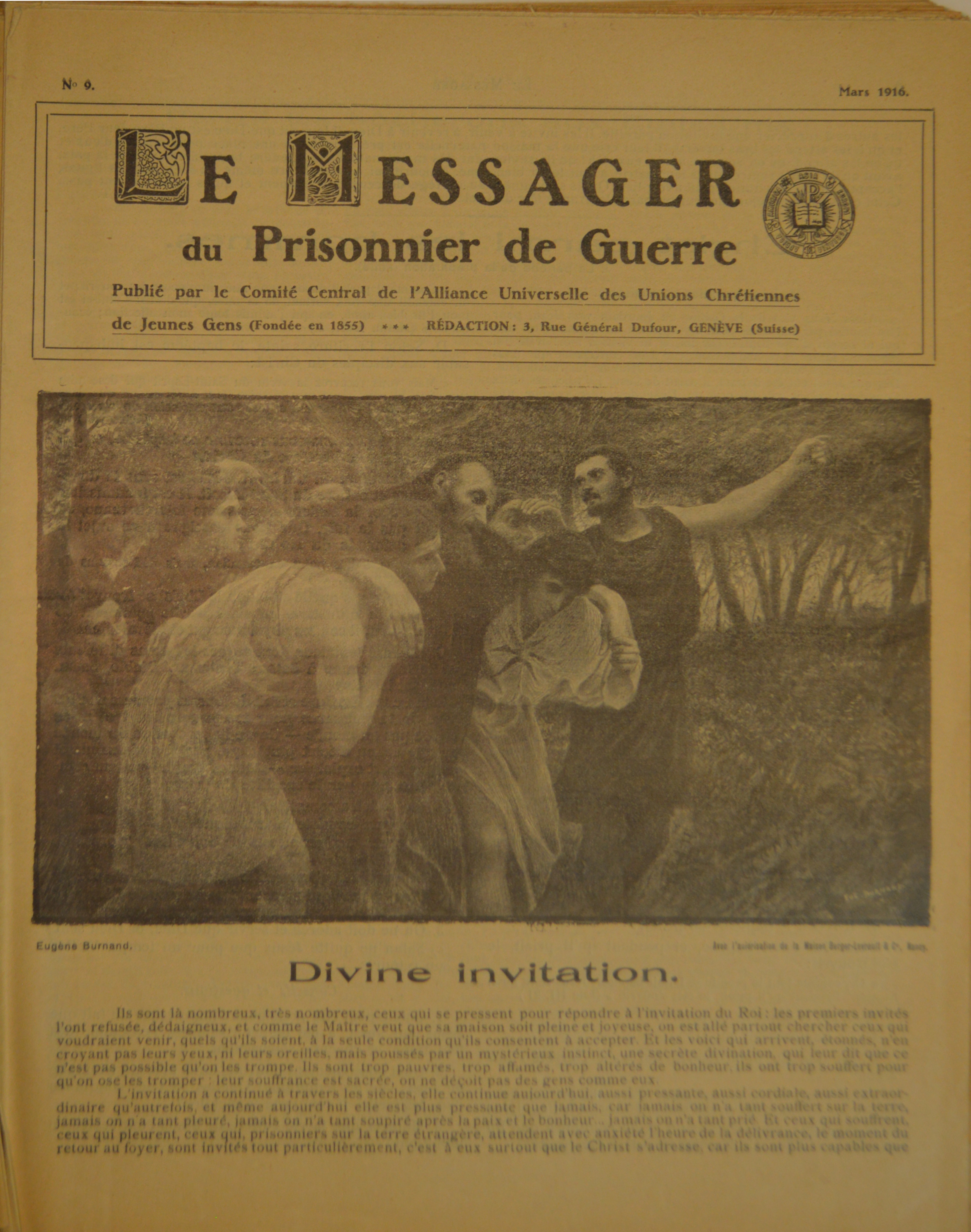
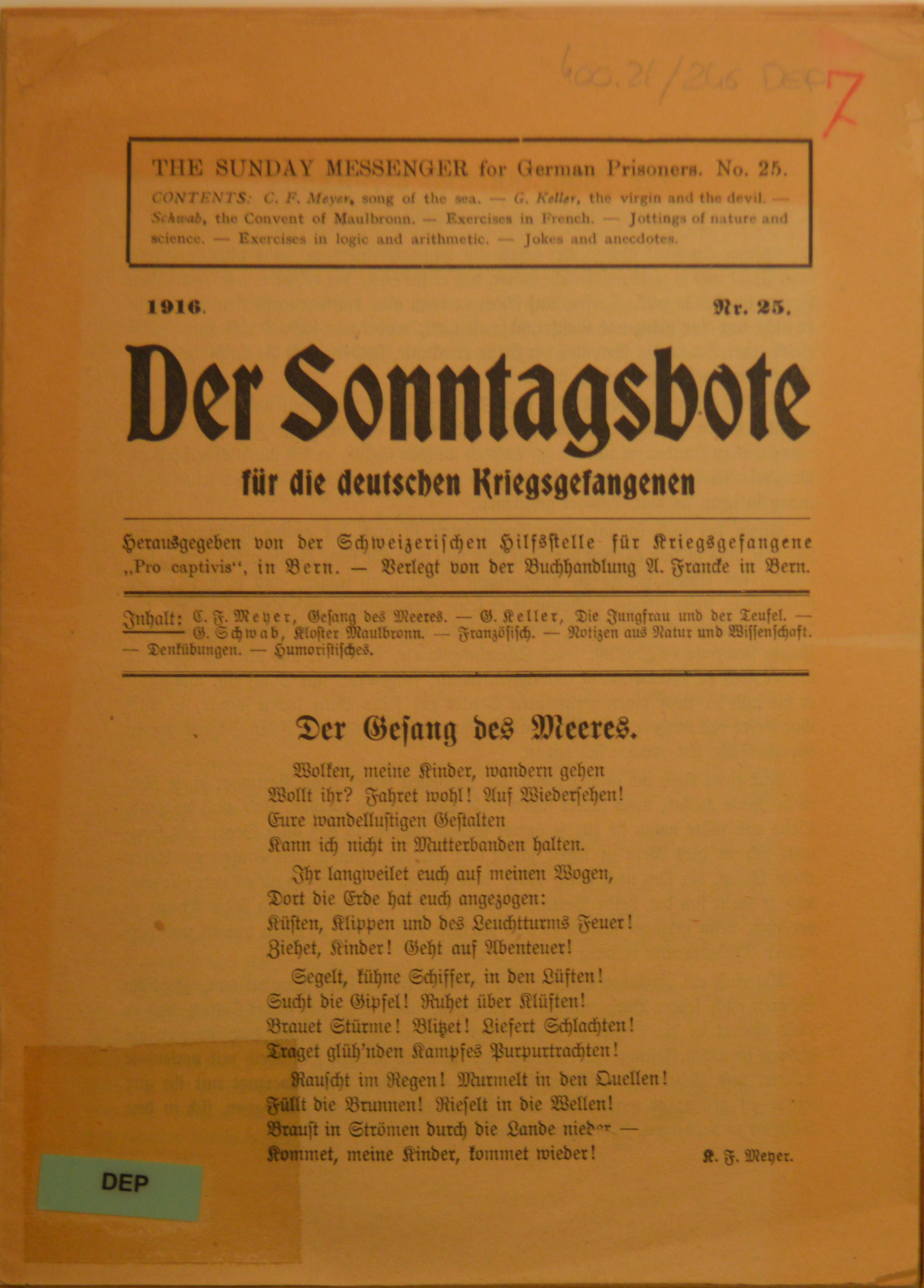
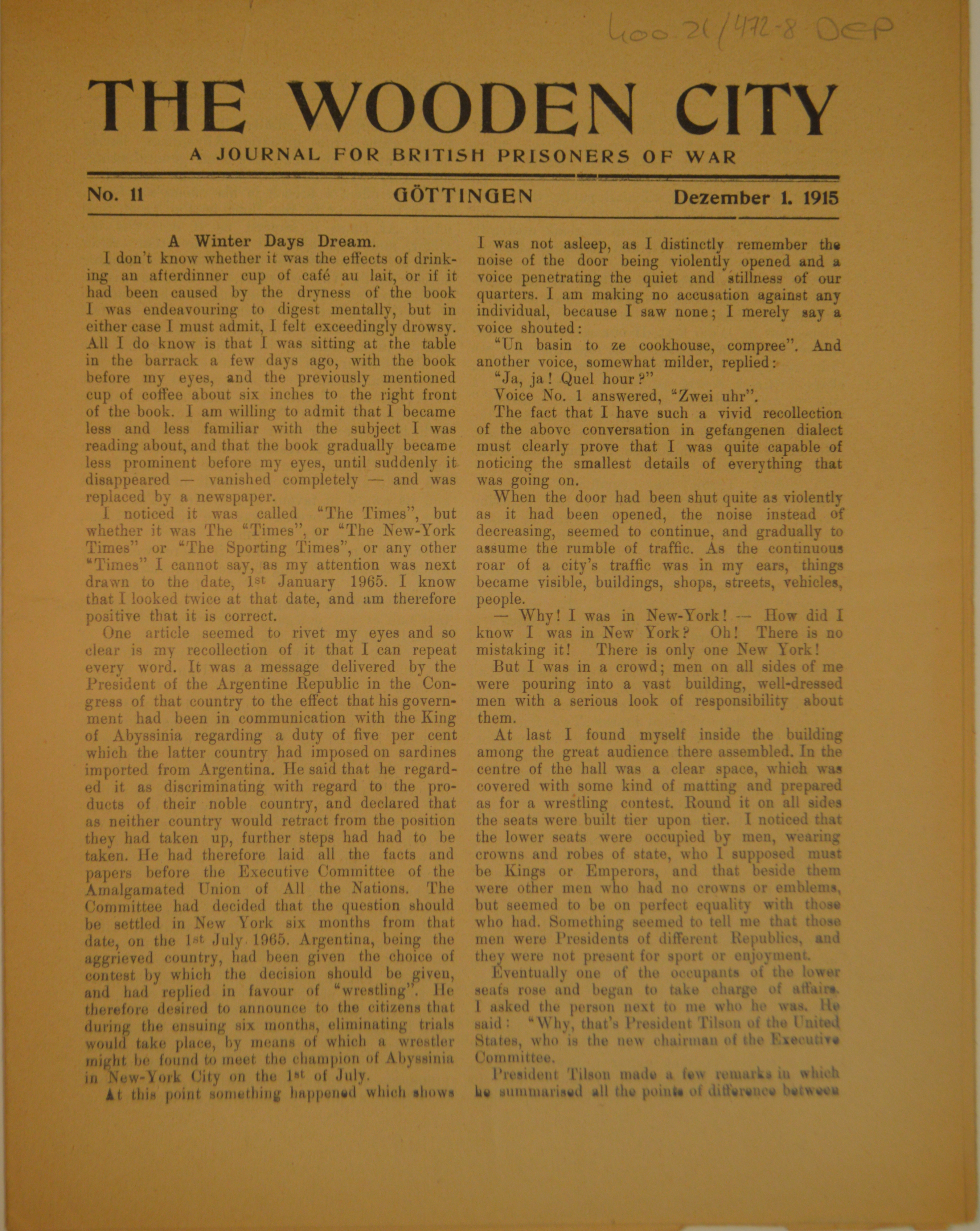

### Timbres

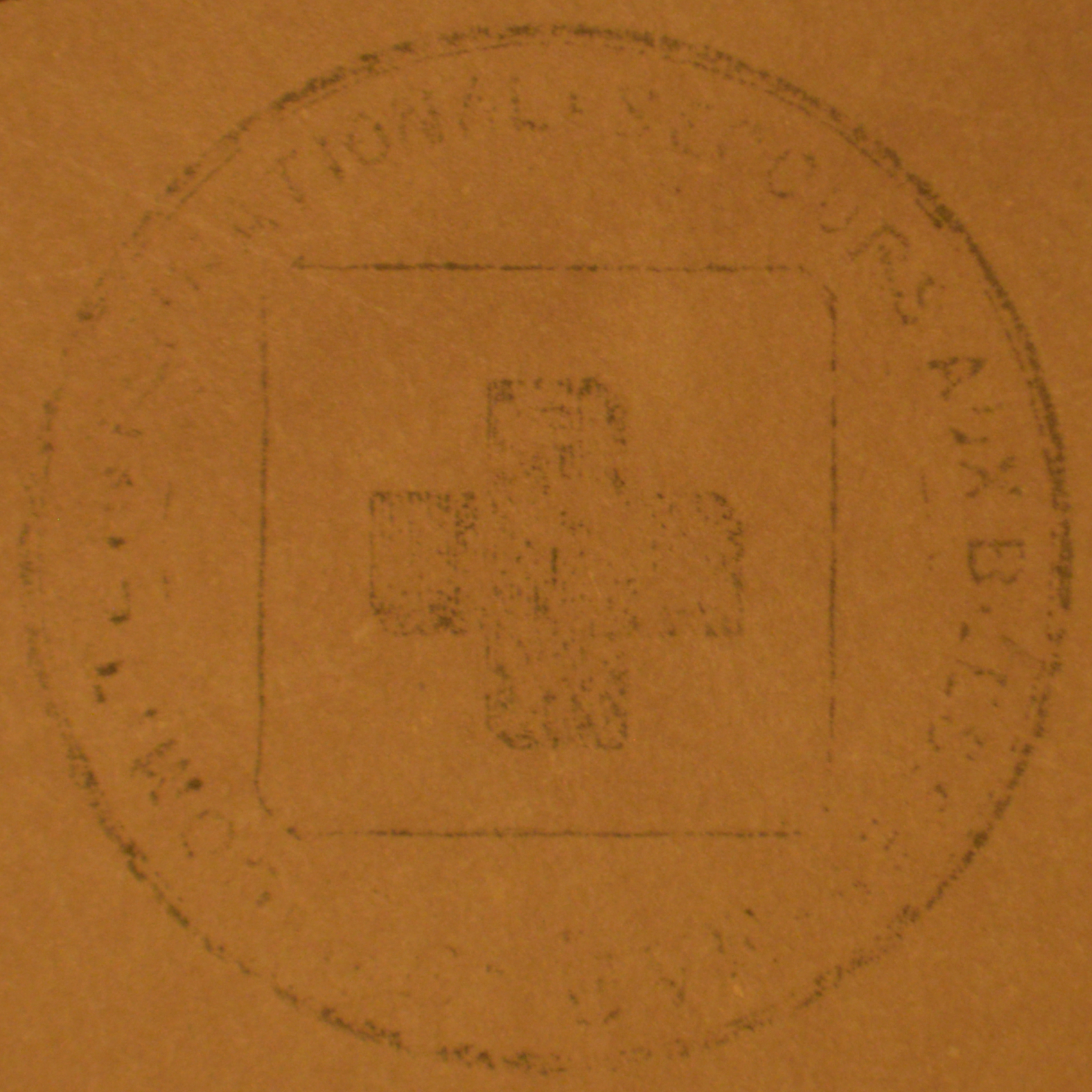
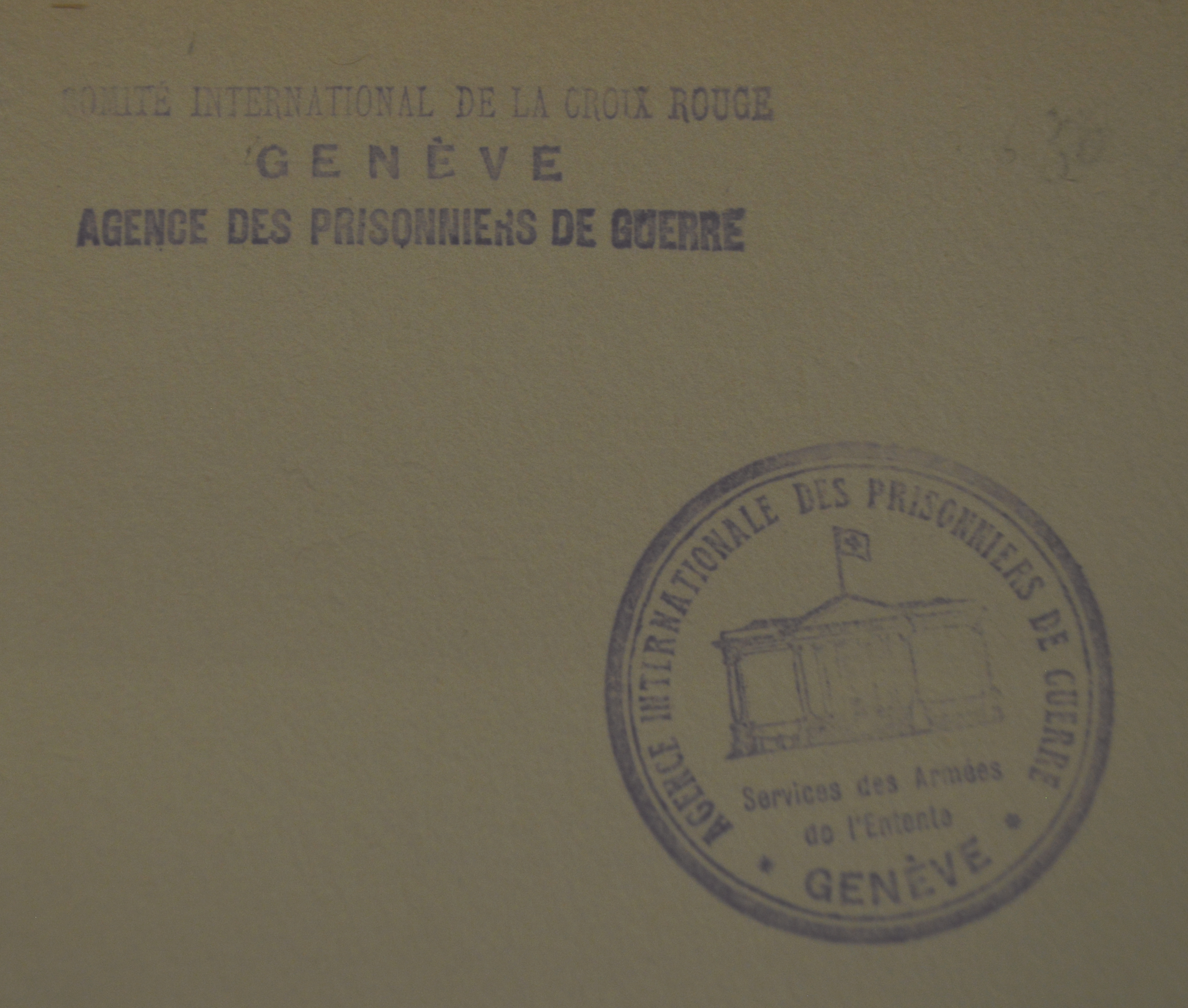
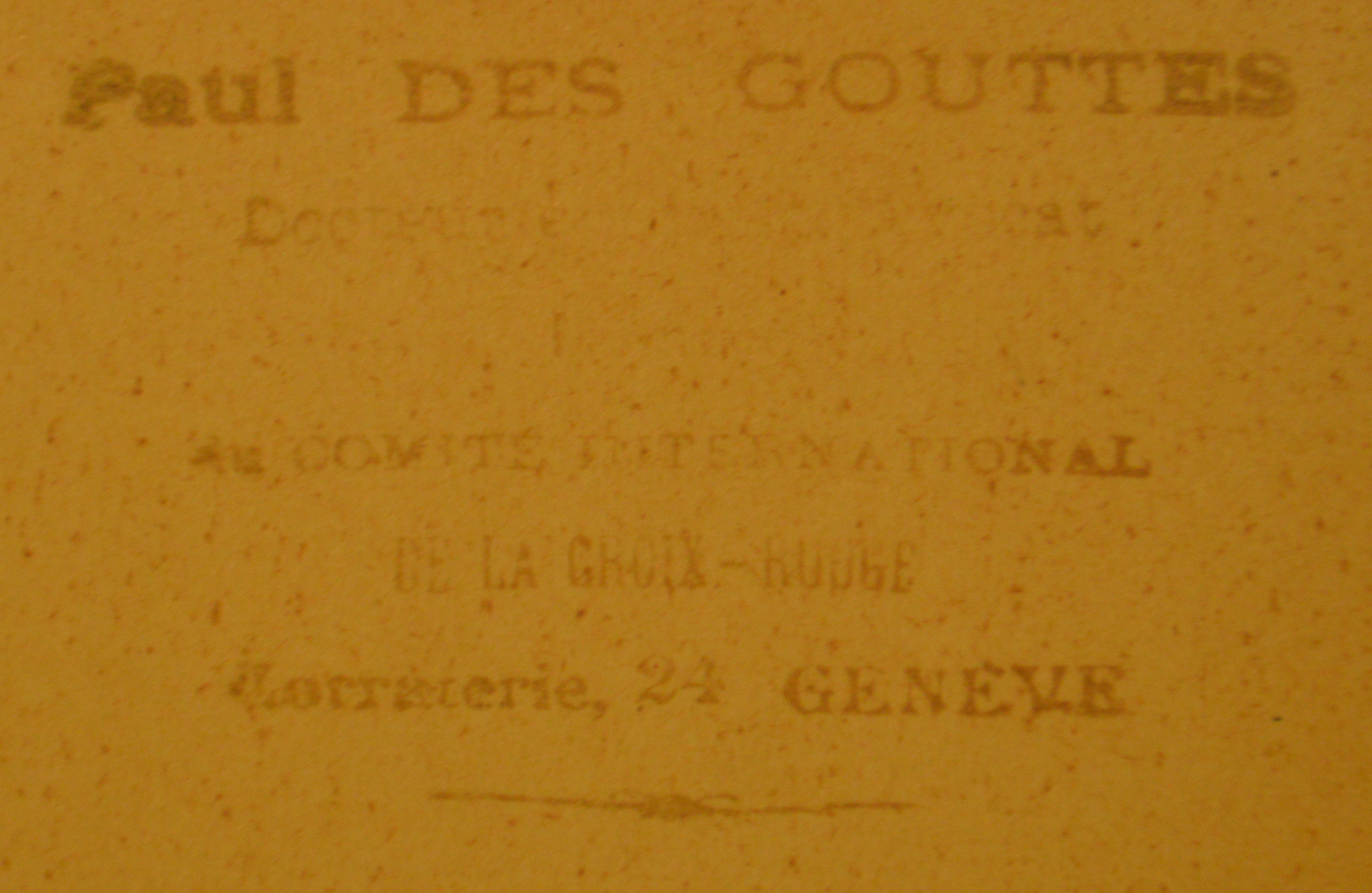
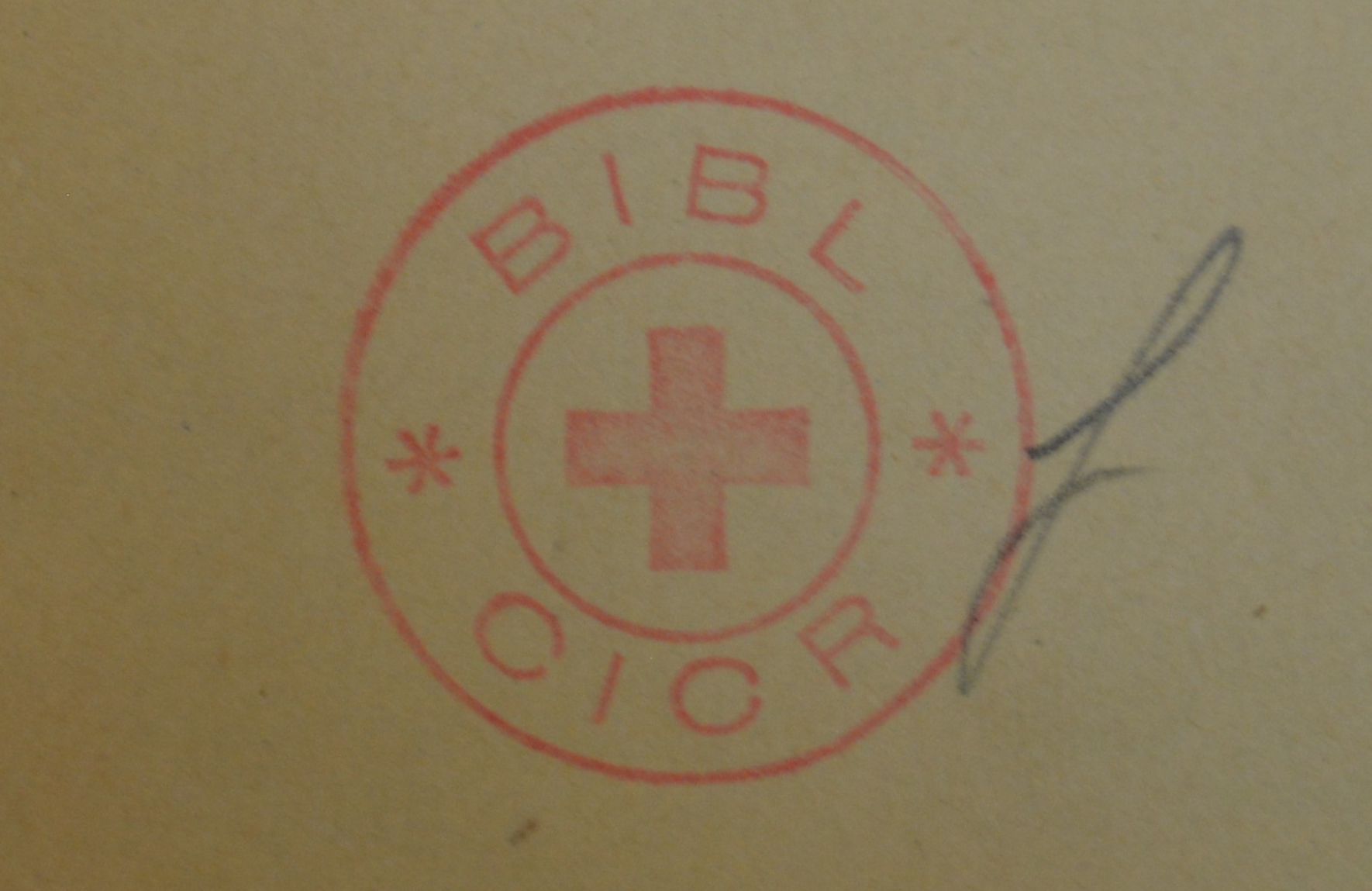
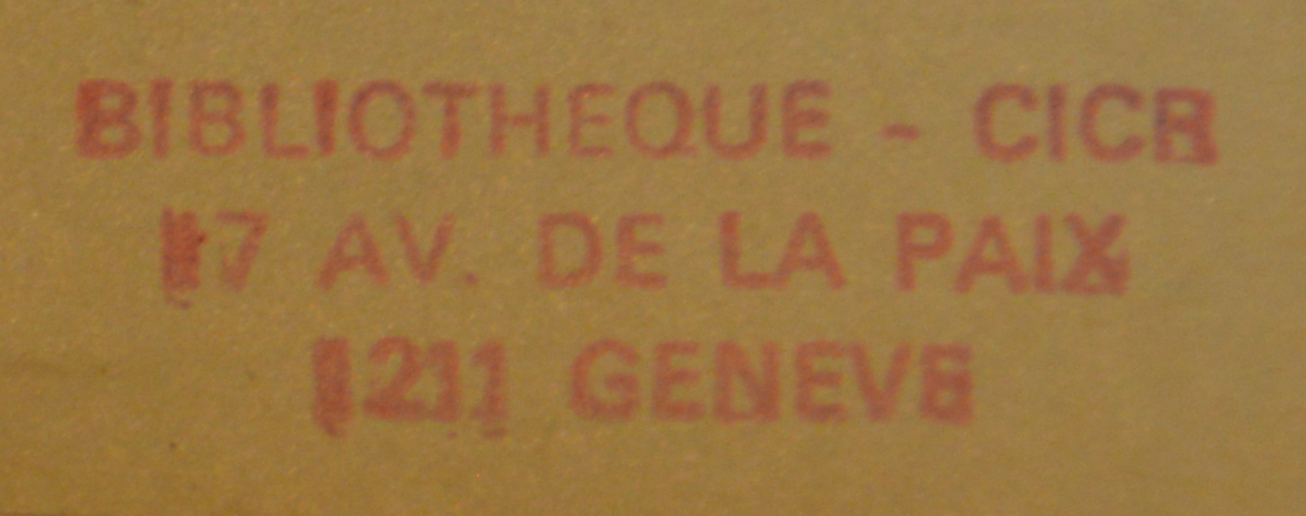